# Sint-Truiden
Sint-Truiden (Frans: Saint-Trond, Limburgs: Sintruin) is een stad en gemeente in de Belgische provincie Limburg. Met haar 107 km² en bijna 42.000 inwoners is het een van de grootste steden van Limburg. De stad is de hoofdplaats van het kieskanton en het gerechtelijk kanton Sint-Truiden. Het is de enige stad in Vlaanderen die naar haar stichter (Trudo) vernoemd werd.
Een inwoner van Sint-Truiden wordt Truienaar genoemd; voor een vrouwelijke inwoner wordt de benaming Truinoske gebruikt.

## Etymologie
De oudste woonkern was Zerkingen, dat reeds in de 8e eeuw in geschriften voorkwam als: Sarchinium. Na 1100 kwam de naam Sint-Truiden in zwang, naar Sint-Trudo, grondlegger van de Abdij van Sint-Truiden.

## Geschiedenis

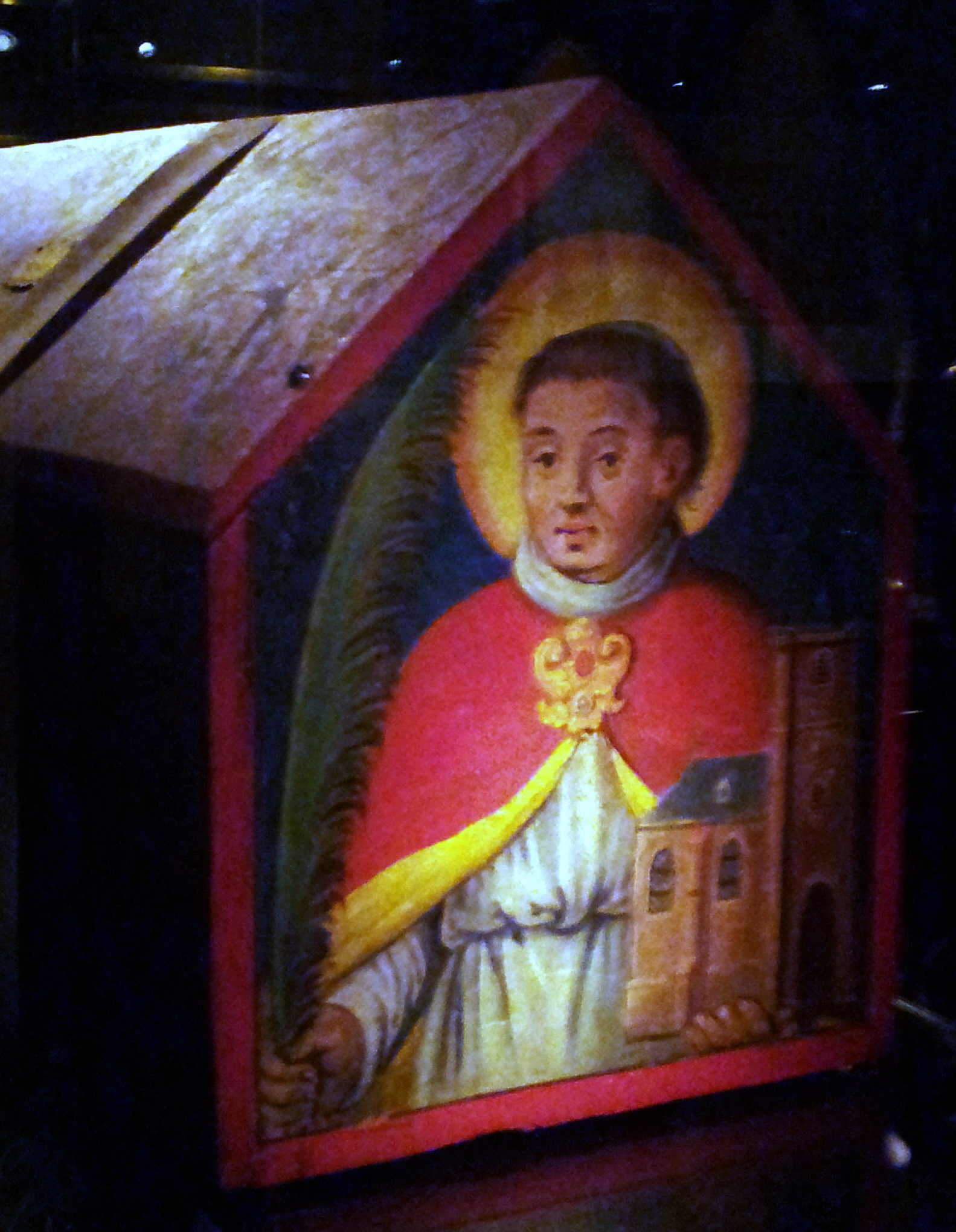
Sint-Trudo, stichter van de abdij van Sint-Truiden. Afbeelding op reliekschrijn in de schatkamer van de Onze-Lieve-Vrouwekerk

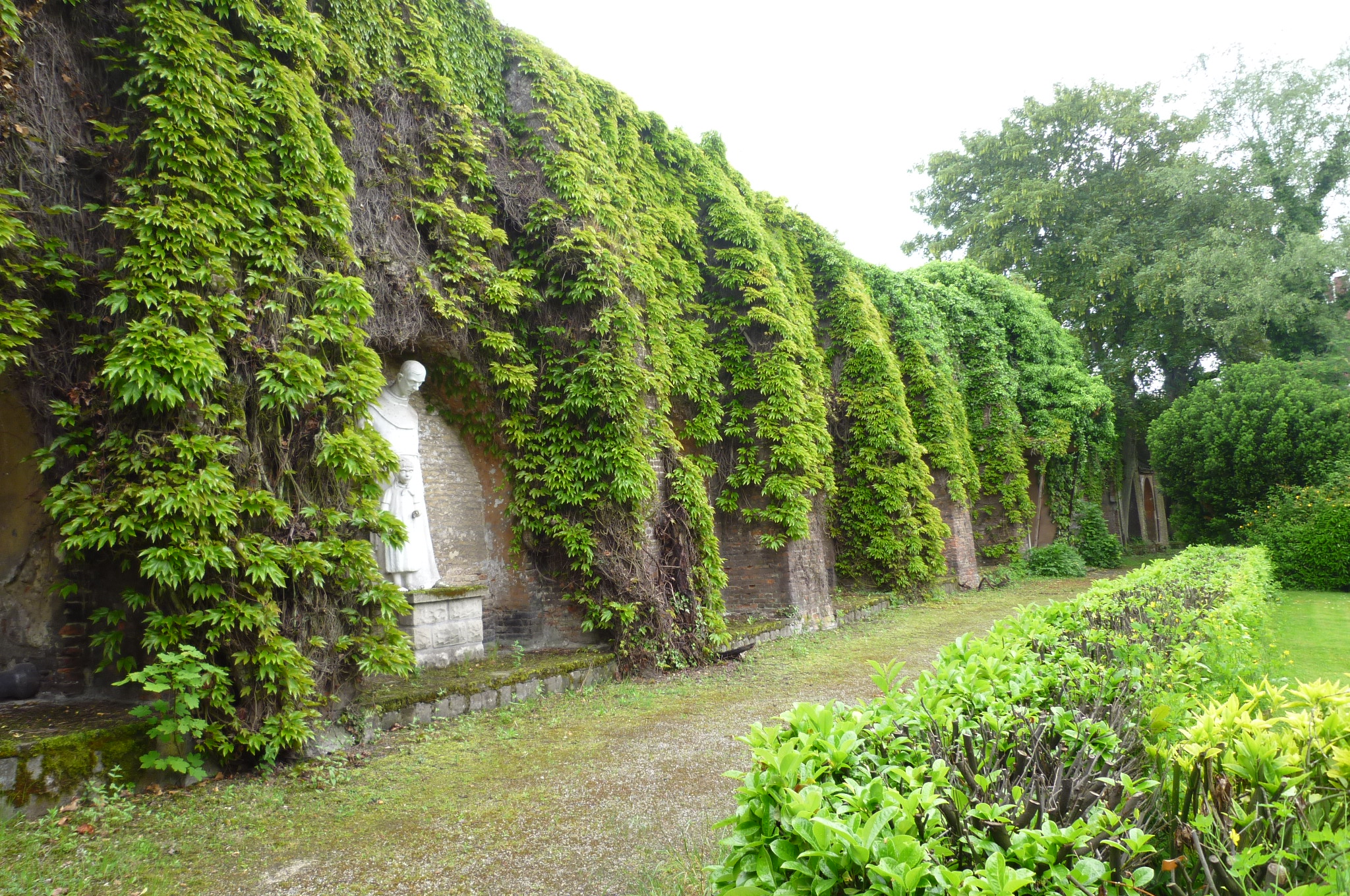
Een deel van de stadsomwalling dat nog intact is gebleven

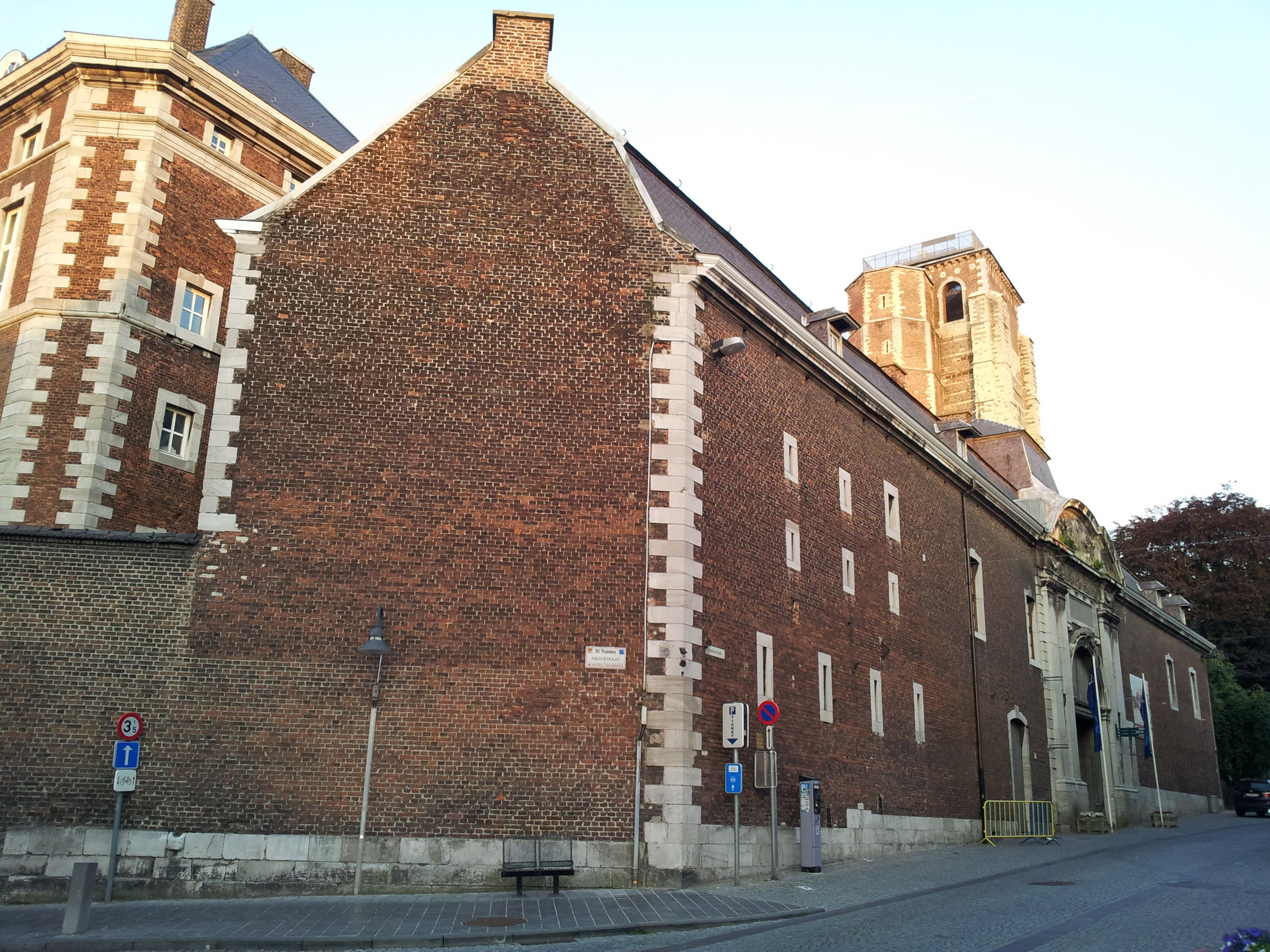
Abdijcomplex

De vroegste geschiedenis gaat terug tot de Romeinse tijd, toen zich op de plek van het tegenwoordige Sint-Truiden, aan een kruispunt van heirbanen, reeds een kleine bewoningskern vormde, later Zerkingen genoemd. In 655 stichtte Trudo, waarschijnlijk een lid van een aanzienlijke Austrasische familie met leengoed in deze regio, op deze plek een monnikengemeenschap, die geleidelijk uitgroeide tot de abdij van Sint-Truiden. Later werd Sint-Trudo heilig verklaard, zoals veel leden van de Frankische adel. Trudo was in Metz opgeleid tot priester, wat vaak wordt aangevoerd als verklaring voor het feit dat het bisdom Metz veel invloed had in Sint-Truiden. In 660 bouwde Trudo een kerkje in zijn geboortestreek, ongeveer één kilometer ten noorden van Zerkingen, langs de Cicindria. Nadat er bij het graf van de heilige Trudo enkele wonderen waren gebeurd, ontwikkelde de plaats zich tot bedevaartsoord. Door de vele pelgrims kwamen ook handel en dienstverlening tot bloei. De nederzetting die bij het klooster ontstond, stond te boek als Oppidum Sancti Trudonis. De naam Zerkingen raakte aldus geleidelijk in onbruik en de stad ging Sint-Truiden heten.
Dat Sint-Truiden uitgroeide tot een economisch centrum, blijkt onder andere uit een Karolingische munt uit 780, met op de voorzijde Karel de Grote en op de keerzijde Sci Trudo ('Heilige Trudo'). Van de abdijgebouwen is bekend dat bisschop Adalbero I van Metz, die ook abt van Sint-Truiden was, rond 950 een nieuwe, driebeukige kerk bouwde. De 11e eeuw was een bloeiperiode voor de abdij. In deze periode begon de bouw van wat waarschijnlijk de derde abdijkerk was, een grote romaanse kerk van 100 m lang en 27 m breed. De huidige inrichting van het Kerkveld geeft een idee van haar omvang en hoogte. Ook de stad profiteerde mee van de bloei van de abdij: rond de abdijkerk groeide Sint-Truiden uit van een bescheiden nederzetting tot een versterkte stad, die in deze periode stadsrechten kreeg. In 1129 werd de aarden omwalling uit 1050 vervangen door stenen stadsmuren. Sint-Truiden ontwikkelde zich op economisch vlak tot een centrum van de lakenindustrie en exporteerde haar laken onder andere naar Duitsland, Engeland en Frankrijk.
De abten van Sint-Trudo waren in Sint-Truiden ook verantwoordelijk voor de bouw van de Onze-Lieve-Vrouwekerk, de Sint-Gangulfuskerk en de Sint-Maartenkerk, de drie parochiekerken binnen de stadsmuren. De benoeming van schout en schepenen gaf de abt grote bestuurlijke macht. Dat veranderde toen de bisschop van Metz in 1227 zijn rechten op Sint-Truiden aan de prins-bisschop van Luik afstond. Daarmee werd Sint-Truiden een van de 23 Goede Steden van het prinsbisdom Luik. Op het marktplein werd een perroen opgericht, de Luikse vrijheid symboliserend. Een kopie van de originele perroen staat nog steeds naast het stadhuis op de Grote Markt. Ook sloten de Truienaren zich aan bij de andere Luikse steden in hun strijd om medezeggenschap in het bestuur van het prinsbisdom, waarbij met name de ambachten een zekere invloed in het stadsbestuur wisten te bevechten. In deze periode werd een markthal gebouwd op de plaats waar thans nog het belfort van Sint-Truiden staat. Karel de Stoute veroverde de stad in 1467, wat het begin van een terugval betekende voor de stad. De stadswallen werden in 1675 ontmanteld.
De abten van Sint-Trudo behielden door de eeuwen veel invloed in de stad. De abt was medeheer van de stad, met alle invloed en gezag daaraan verbonden. De abdij werd in de 17e en 18e eeuw verder uitgebreid, waardoor een indrukwekkend complex ontstond. Toch waren er maar amper 25 monniken. De abt bezat tevens een kasteel in Nieuwenhoven, terwijl de monniken hun vrije tijd konden vermeien in het iets bescheidener Speelhof. Aan het einde van de 18e eeuw kwam aan deze situatie een plotseling en radicaal einde. In augustus 1789 volgde Sint-Truiden de stad Luik in de Luikse Revolutie. De inval van Franse revolutionaire troepen in 1792 betekende het einde van de abdij. Abt en monniken vluchtten en de abdijgoederen werden aangeslagen. Een tijdelijke terugkeer van het Oostenrijkse leger veranderde daar niets aan. In 1794 werd Sint-Truiden aangehecht bij de Eerste Franse Republiek. Na een korte periode in het Verenigd Koninkrijk der Nederlanden, kwam Sint-Truiden vanaf 1830 onder het huidige Belgische bestuur te staan.
In de 19e en 20e eeuw bloeide de stad weer op dankzij de fruitteelt in de regio. Op 9 augustus 1914, aan het begin van de Duitse invasie in België, werden 20 Truiense burgers geëxecuteerd en verscheidene huizen platgebrand. Ook tijdens de Tweede Wereldoorlog werden verschillende huizen verwoest. In deze oorlog gebruikten de Duitsers de luchtmachtbasis van Sint-Truiden als uitvalsbasis. De bouw van de wijk Nieuw Sint-Truiden, net buiten het stadscentrum, zorgde voor huisvesting voor de groeiende bevolking van de stad.
Op 9 december 1975 werd Sint-Truiden getroffen door een grootschalige brand, waarbij een groot deel van de abdijgebouwen, waaronder diverse schoolgebouwen, de infirmerie, de seminariekerk en de torenspits werden verwoest. In 1971 werd Halmaal door de gemeente Sint-Truiden ingelijfd. Na de herindeling van 1977 behoren ook Aalst, Brustem, Duras, Engelmanshoven, Gelinden, Gorsem, Groot-Gelmen, Ordingen, Runkelen, Velm, Wilderen, Zepperen en Kerkom tot Sint-Truiden.

## Geografie

### Ligging
Sint-Truiden ligt in Haspengouw, een landstreek die zich uitspreidt over de Belgische provincies Limburg, Luik, Namen, Vlaams-Brabant en Waals-Brabant. Deze regio wordt gekenmerkt door een glooiend landschap van zeer vruchtbare gronden die gebruikt worden voor landbouw en veeteelt. Sint-Truiden ligt in het noordelijke deel van Haspengouw, in het vochtige deel van de streek, met rijke leemgrond, die zeer geschikt is voor fruitteelt. Het licht golvend reliëf loopt op tot een maximale hoogte van 115 m. Er lopen geen grote waterwegen door de stad. De Cicindriabeek loopt ondertunneld door het centrum van Sint-Truiden. De stad ligt 18 km ten zuidwesten van de provinciehoofdstad Hasselt.

### Klimaat
Het klimaat in de streek rond Sint-Truiden is een gematigd maritiem klimaat. Het regent ongeveer het hele jaar, met een licht afgetekend neerslagmaximum in de winter, veroorzaakt door de Atlantische depressies die door België trekken, en ook een neerslagmaximum in de zomer door de frequent voorkomende zomeronweders. Op een heel jaar tijd valt er gemiddeld 852,4 mm neerslag in Sint-Truiden, terwijl de maandelijkse uitersten kunnen lopen van om en bij de 50 mm tot meer dan 80 mm.
De temperaturen zijn gematigd met een gemiddelde waarde van tegen de 10 graden. De zomers zijn relatief warm te noemen, door het microklimaat van de nabijgelegen droge zandstreek, de Kempen.

### Kernen
De fusiegemeente bestaat naast de stadskern nog uit 14 deelgemeenten: 
Ook het gehucht Kortenbos maakt sinds 1977, toen het werd afgescheiden van Kozen, deel uit van de stad Sint-Truiden. In Sint-Truiden zelf liggen verder nog de gehuchten Bevingen en Melveren die nog niet met de stadskern vergroeid zijn. Wél met de stadskern vergroeid zijn Schurhoven, Guvelingen en Zerkingen.

### Deelgemeenten
| #  | Naam                    | Opp. (km²) | Inwoners (2020) | Inwoners per km² | NIS-code |
| -- | ----------------------- | ---------- | --------------- | ---------------- | -------- |
| 1  | Sint-Truiden            | 41,51      | 23.972          | 578              | 71053A   |
| 2  | Halmaal                 | 1,68       | 381             | 227              | 71053B   |
| 3  | Wilderen                | 2,47       | 1.444           | 585              | 71053C   |
| 4  | Duras                   | 2,83       | 384             | 136              | 71053D   |
| 5  | Gorsem                  | 2,30       | 391             | 170              | 71053E   |
| 6  | Runkelen                | 1,78       | 407             | 228              | 71053F   |
| 7  | Zepperen                | 12,25      | 3.546           | 289              | 71053G   |
| 8  | Ordingen                | 1,73       | 922             | 532              | 71053H   |
| 9  | Brustem                 | 9,08       | 2.698           | 297              | 71053J   |
| 10 | Groot-Gelmen            | 4,88       | 629             | 129              | 71053K   |
| 11 | Engelmanshoven          | 0,41       | 409             | 993              | 71053L   |
| 12 | Gelinden                | 7,08       | 1.506           | 213              | 71053M   |
| 13 | Aalst                   | 4,17       | 746             | 179              | 71053N   |
| 14 | Kerkom-bij-Sint-Truiden | 4,62       | 619             | 134              | 71053P   |
| 15 | Velm                    | 10,33      | 2.598           | 252              | 71053R   |

## Demografie

### Demografische ontwikkeling voor de fusie
- Bronnen:NIS 1831 t/m 1970=volkstellingen, 1976 = inwoneraantal op 31 december

### Demografische ontwikkeling van de fusiegemeente
Alle historische gegevens hebben betrekking op de huidige gemeente, inclusief deelgemeenten, zoals ontstaan na de fusie van 1 januari 1977.
- Bronnen:NIS, Opm:1831 tot en met 1981=volkstellingen; 1990 en later= inwonertal op 1 januari

| Inwoners van jaar tot jaar op 1 januari 1992 tot heden | Inwoners van jaar tot jaar op 1 januari 1992 tot heden | Inwoners van jaar tot jaar op 1 januari 1992 tot heden |
| jaar                                                   | Aantal                                                 | Evolutie: 1992=index 100                               |
| ------------------------------------------------------ | ------------------------------------------------------ | ------------------------------------------------------ |
| 1992                                                   | 37.063                                                 | 100,0                                                  |
| 1993                                                   | 37.304                                                 | 100,7                                                  |
| 1994                                                   | 37.357                                                 | 100,8                                                  |
| 1995                                                   | 37.445                                                 | 101,0                                                  |
| 1996                                                   | 37.281                                                 | 100,6                                                  |
| 1997                                                   | 37.318                                                 | 100,7                                                  |
| 1998                                                   | 37.294                                                 | 100,6                                                  |
| 1999                                                   | 37.134                                                 | 100,2                                                  |
| 2000                                                   | 37.147                                                 | 100,2                                                  |
| 2001                                                   | 37.079                                                 | 100,0                                                  |
| 2002                                                   | 37.314                                                 | 100,7                                                  |
| 2003                                                   | 37.501                                                 | 101,2                                                  |
| 2004                                                   | 37.722                                                 | 101,8                                                  |
| 2005                                                   | 37.989                                                 | 102,5                                                  |
| 2006                                                   | 38.247                                                 | 103,2                                                  |
| 2007                                                   | 38.427                                                 | 103,7                                                  |
| 2008                                                   | 38.825                                                 | 104,8                                                  |
| 2009                                                   | 39.117                                                 | 105,5                                                  |
| 2010                                                   | 39.309                                                 | 106,1                                                  |
| 2011                                                   | 39.579                                                 | 106,8                                                  |
| 2012                                                   | 39.747                                                 | 107,2                                                  |
| 2013                                                   | 39.769                                                 | 107,3                                                  |
| 2014                                                   | 39.840                                                 | 107,5                                                  |
| 2015                                                   | 39.957                                                 | 107,8                                                  |
| 2016                                                   | 40.158                                                 | 108,4                                                  |
| 2017                                                   | 40.169                                                 | 108,4                                                  |
| 2018                                                   | 40.473                                                 | 109,2                                                  |
| 2019                                                   | 40.590                                                 | 109,5                                                  |
| 2020                                                   | 40.672                                                 | 109,7                                                  |
| 2021                                                   | 40.557                                                 | 109,4                                                  |
| 2022                                                   | 40.845                                                 | 110,2                                                  |
| 2023                                                   | 41.353                                                 | 111,6                                                  |
| 2024                                                   | 41.469                                                 | 111,9                                                  |
| 2025                                                   | 41.743                                                 | 112,6                                                  |

## Politiek

### Structuur
De stad Sint-Truiden ligt in het kieskanton Sint-Truiden en het provinciedistrict Sint-Truiden, het kiesarrondissement Hasselt-Tongeren-Maaseik (identiek aan de kieskring Limburg).
| Sint-Truiden     | Sint-Truiden     | Supranationaal         | Nationaal                         | Nationaal          | Gemeenschap       | Gewest            | Provincie         | Arrondissement           | Provinciedistrict | Kanton          | Gemeente        |
| ---------------- | ---------------- | ---------------------- | --------------------------------- | ------------------ | ----------------- | ----------------- | ----------------- | ------------------------ | ----------------- | --------------- | --------------- |
| Administratief   | Niveau           | Europese Unie          | België                            | België             | Vlaanderen        | Vlaanderen        | Limburg           | Hasselt                  | Hasselt           | Hasselt         | Sint-Truiden    |
| Administratief   | Bestuur          | Europese Commissie     | Belgische regering                | Belgische regering | Vlaamse regering  | Vlaamse regering  | Deputatie         | Deputatie                | Deputatie         | Deputatie       | Gemeentebestuur |
| Administratief   | Raad             | Europees Parlement     | Kamer van volksvertegenwoordigers | Vlaams Parlement   | Vlaams Parlement  | Vlaams Parlement  | Provincieraad     | Provincieraad            | Provincieraad     | Provincieraad   | Gemeenteraad    |
| Kiesomschrijving | Kiesomschrijving | Nederlands Kiescollege | Kieskring Limburg                 | Kieskring Limburg  | Kieskring Limburg | Kieskring Limburg | Kieskring Limburg | Hasselt-Tongeren-Maaseik | Sint-Truiden      | Sint-Truiden    | Sint-Truiden    |
| Verkiezing       | Verkiezing       | Europese               | Federale                          | Federale           | Vlaamse           | Vlaamse           | Provincieraads-   | Provincieraads-          | Provincieraads-   | Provincieraads- | Gemeenteraads-  |

### Bestuur
De huidige coalitie in Sint-Truiden bestaat uit Vooruit, WOW, N-VA en Open VLD. De burgemeester is Ludwig Vandenhove (Vooruit). Het College van burgemeester en schepenen bestaat voorts uit zeven schepenen. Hieronder zijn hun namen in die volgorde genoemd (zie ook bij externe links):
| College van burgemeester en schepenen | College van burgemeester en schepenen |
| ------------------------------------- | --- |
| Burgemeester                          | Ludwig Vandenhove (Vooruit) |
| Schepenen                             | 1. Marijn Ghys (WOW) 2. Günther Dauw (N-VA) 3. Pascal Monette (Open VLD) 4. Gert Stas (Vooruit) 5. Katrien Bomans (WOW) 6. Filip Moers (Vooruit) 7. Mieke Claes (N-VA) |

### Geschiedenis

#### Burgemeesters
Historisch gezien is Sint-Truiden een christendemocratisch bastion. Van 1870 tot en met 1994 werd de stad onafgebroken bestuurd door christendemocratische burgemeesters. Van 1995 tot en met 2012 was de socialist Ludwig Vandenhove burgemeester. Nochtans vormden ook bij de gemeenteraadsverkiezingen in 1994, 2000 en 2006 de christendemocraten de grootste fractie, maar de socialistische partij slaagde er telkens in een coalitie te vormen met Vandenhove als burgemeester. Ook in 2012 en 2018 won CD&V de gemeenteraadsverkiezingen. In 2024 wisten de socialisten van Vooruit onder leiding van Ludwig Vandenhove voor het eerst in de geschiedenis de grootste partij van Sint-Truiden te worden.

#### Resultaten gemeenteraadsverkiezingen sinds 1976
| Partij of kartel     | Partij of kartel                  | 10-10-1976 | 10-10-1976 | 10-10-1982 | 10-10-1982 | 9-10-1988 | 9-10-1988 | 9-10-1994 | 9-10-1994 | 8-10-2000 | 8-10-2000 | 8-10-2006 | 8-10-2006 | 14-10-2012 | 14-10-2012 | 14-10-2018 | 14-10-2018 | 13-10-2024 | 13-10-2024 |
| Stemmen / Zetels     | Stemmen / Zetels                  | %          | 33         | %          | 33         | %         | 33        | %         | 33        | %         | 33        | %         | 33        | %          | 33         | %          | 35         | %          | 35         |
| -------------------- | --------------------------------- | ---------- | ---------- | ---------- | ---------- | --------- | --------- | --------- | --------- | --------- | --------- | --------- | --------- | ---------- | ---------- | ---------- | ---------- | ---------- | ---------- |
|                      | Agalev1/ sp.a-GroenB/ Groen2      | -          |            | -          |            | -         |           | 3,521     | 0         | 4,101     | 0         | 29,30B    | 10        | 3,652      | 0          | 5,832      | 1          | -          |            |
|                      | SP1/ sp.a-GroenB/ sp.a2/ Vooruit3 | 24,091     | 8          | 23,441     | 8          | 25,061    | 8         | 26,521    | 9         | 31,161    | 12        | 29,30B    | 10        | 25,062     | 9          | 23,532     | 10         | 20,813     | 8          |
|                      | PVV1/ VLD2/Open VLD3              | 17,341     | 6          | 22,941     | 8          | 21,481    | 7         | 22,332    | 8         | 21,242    | 7         | 21,802    | 7         | 18,543     | 7          | 18,113     | 7          | 11,653     | 4          |
|                      | CVP1/ CD&V-N-VAA/ CD&V2           | 43,961     | 17         | 36,511     | 13         | 46,841    | 17        | 44,321    | 16        | 35,481    | 13        | 34,50A    | 12        | 27,402     | 10         | 25,202     | 10         | 18,232     | 7          |
|                      | VU1/ CD&V-N-VAA/ N-VA2            | -          |            | -          |            | 5,711     | 1         | -         |           | -         |           | 34,50A    | 12        | 18,752     | 7          | 17,402     | 7          | 13,592     | 4          |
|                      | Vlaams Blok1/ Vlaams Belang2      | -          |            | 1,851      | 0          | 0,921     | 0         | -         |           | 7,041     | 1         | 14,502    | 4         | 4,092      | 0          | 3,682      | 0          | 18,152     | 7          |
|                      | WOW                               | -          |            | -          |            | -         |           | -         |           | -         |           | -         |           | -          |            | -          |            | 15,43      | 5          |
|                      | GBL                               | 7,09       | 1          | 15,27      | 4          | -         |           | -         |           | -         |           | -         |           | -          |            | -          |            | -          |            |
|                      | Nieuw                             | 6,52       | 1          | -          |            | -         |           | -         |           | -         |           | -         |           | -          |            | -          |            | -          |            |
|                      | Andere(*)                         | 1,00       | 0          | -          |            | -         |           | 2,95      | 0         | 0,98      | 0         | -         |           | 2,51       | 0          | 6,25       | 0          | 2,14       | 0          |
| Totaal stemmen       | Totaal stemmen                    | 25.103     | 25.103     | 26.682     | 26.682     | 27.478    | 27.478    | 28.021    | 28.021    | 28.132    | 28.132    | 29.416    | 29.416    | 29.418     | 29.418     | 29.549     | 29.549     | 20.741     | 20.741     |
| Opkomst %            | Opkomst %                         |            |            |            |            | 95,54     | 95,54     | 94,71     | 94,71     | 94,28     | 94,28     | 95,35     | 95,35     | 92,90      | 92,90      | 92,20      | 92,20      | 64,42      | 64,42      |
| Blanco en ongeldig % | Blanco en ongeldig %              | 3,98       | 3,98       | 3,61       | 3,61       | 4,15      | 4,15      | 4,52      | 4,52      | 3,65      | 3,65      | 3,89      | 3,89      | 4,66       | 4,66       | 3,32       | 3,32       | 0,42       | 0,42       |

 (*) 1976: RVST (1,00%) / 1994: STBL (2,95%), PVDA (0,37%) / 2000: Vivant (0,98%) / 2012: STVI (1,35%), Nief! (0,71%), Piratenpartij (0,45%) / 2018: SterK (3,51%), PVDA+ (1,68%), RDF (1,06%) / 2024: PVDA (1,52%), FRIS! (0,61%)
De gevormde meerderheid wordt vetjes weergegeven. De grootste partij is in kleur.

## Bezienswaardigheden

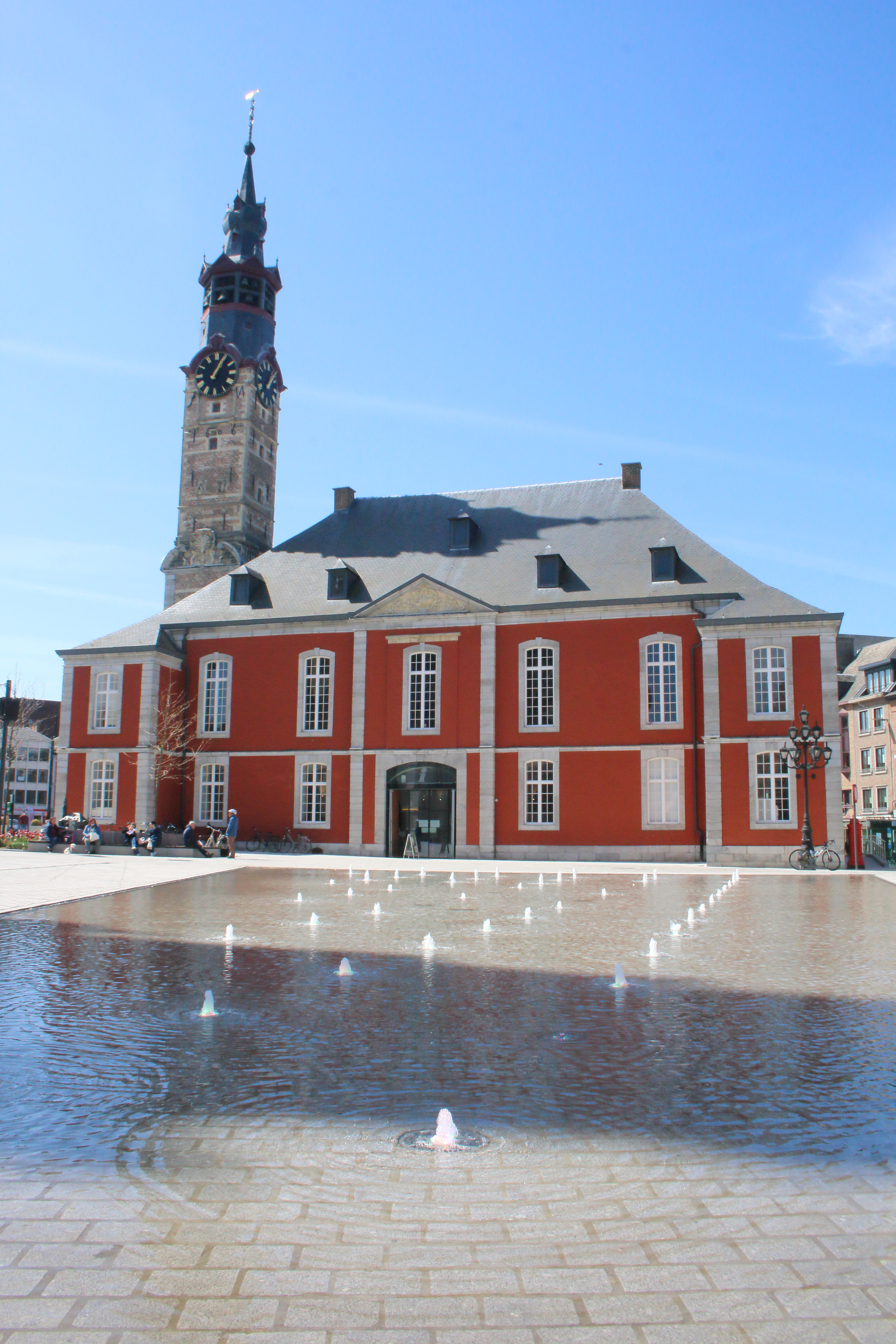
Historisch stadhuis en belfort vanuit de Groenmarkt

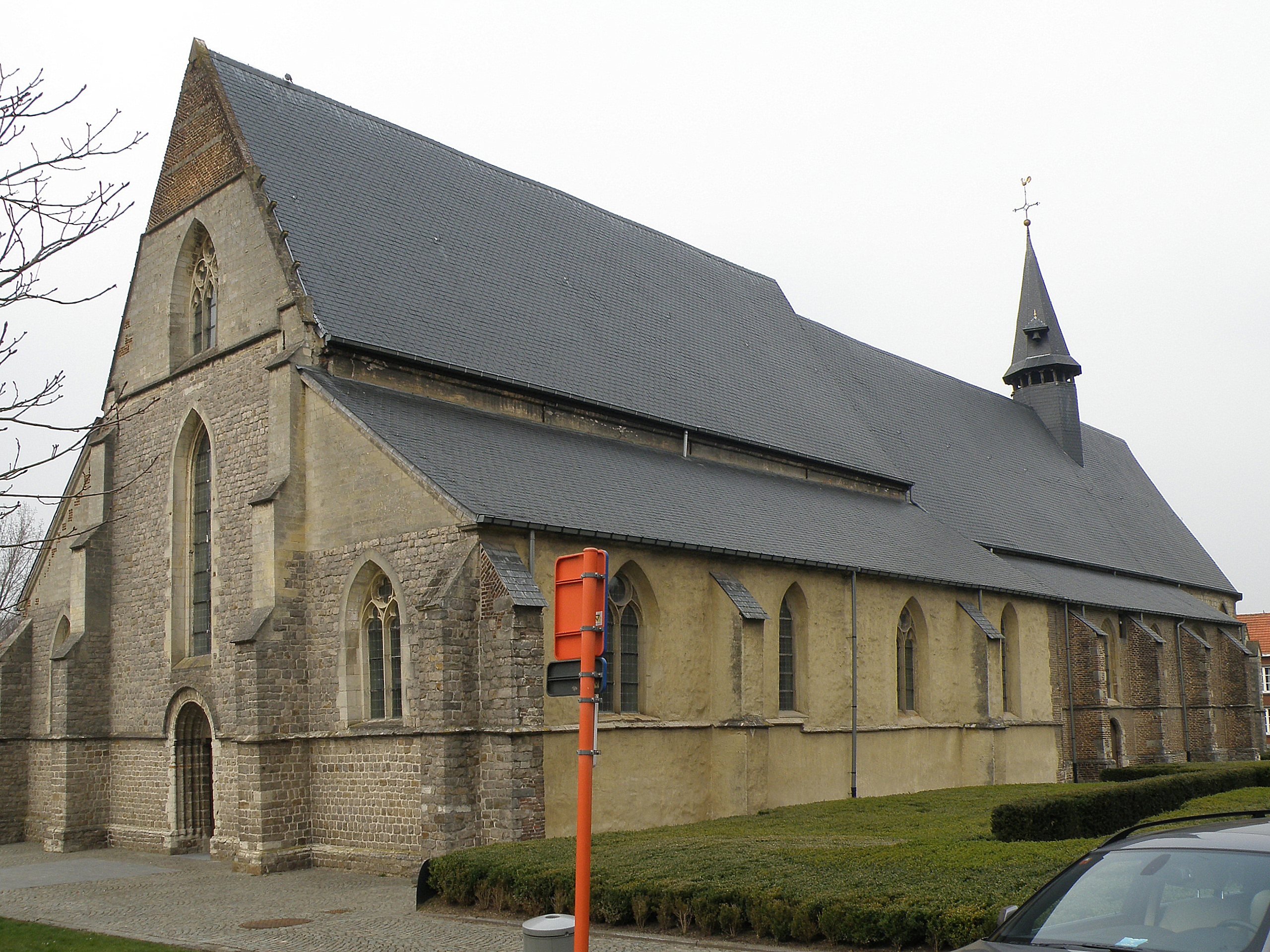
Begijnhofkerk

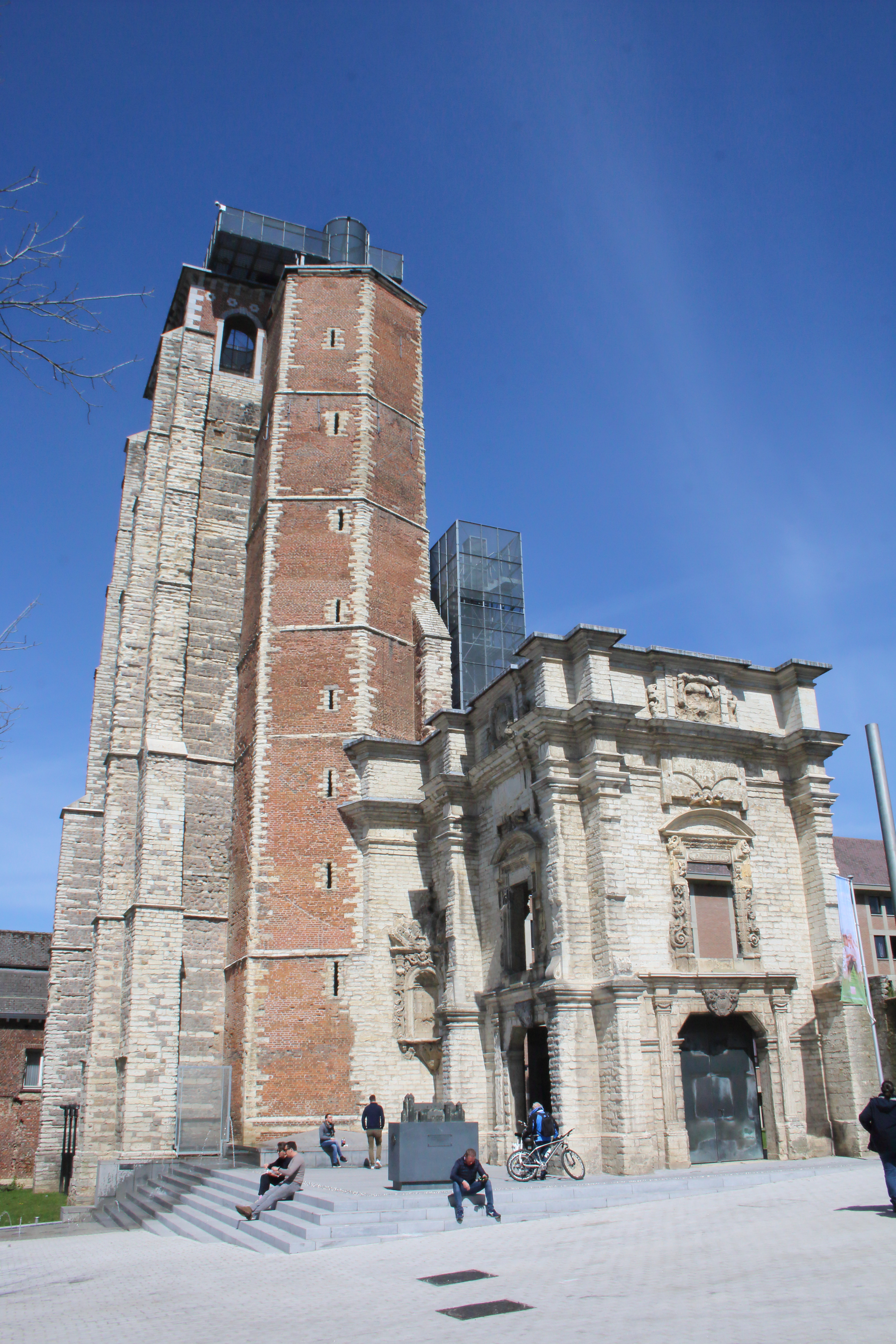
Abdijtoren

Sint-Truiden telt twee sites die op de Werelderfgoedlijst van UNESCO staan: het belfort op de Grote Markt is onderdeel van de werelderfgoedsite belforten in België en Frankrijk en het Sint-Agnesbegijnhof is onderdeel van de werelderfgoedsite begijnhoven in Vlaanderen.

### Stadhuis en belfort
Het belfort van Sint-Truiden is een historische belforttoren, die oorspronkelijk deel uitmaakte van de lakenhal. Tegenwoordig is het belfort onderdeel van het stadhuis van Sint-Truiden, dat in de 18e eeuw om de lakenhal heen gebouwd werd. Het onderste deel van het belfort dateert uit de 13e eeuw, de rest uit 1608. In 2005 werd het belfort van Sint-Truiden op de werelderfgoedlijst van de UNESCO geplaatst als onderdeel van de groepsinschrijving van 56 belforten in België en Frankrijk.
De hallen uit 1366 vormen thans een deel van de benedenverdieping van het stadhuis, waarvan de gevels in 1754-55 vernieuwd werden door de Luikse architect Étienne Fayen. De 18e-eeuwse vertrekken op de verdieping zijn rijk gedecoreerd met stucwerk. De reliëfs in de vestibule van 1788 zijn gesigneerd door André Vivroux uit Luik. De allegorieën op de schoorsteenmantel van de raadzaal-trouwzaal zijn olieverfschilderingen van de Maastrichts-Luikse schilder Jean-Baptiste Coclers. Op de kroonlijst staan de wapens afgebeeld van de elf historische ambachten van Sint-Truiden.

### Begijnhof
Het begijnhof van Sint-Truiden of begijnhof van Sint-Agnes is een typisch Vlaams begijnhof dat men tot het zogenoemde pleintype rekent. Het geheel van woningen en een infirmerie is gesitueerd rond een centraal gelegen kerk met voorplein, eertijds omgeven door bleekvelden, moestuinen en boomgaarden. Het werd in 1258 opgericht buiten de stadsmuren van Sint-Truiden bij de Cicindriabeek in het gehucht Schurhoven. Het betekende de aanvang van een bloeiende vrouwengemeenschap aan de rand van de stad, waar in zijn glorietijd meer dan 200 begijnen woonden. De oudste delen van de Begijnhofkerk dateren uit de 13e eeuw. De meeste woonhuizen zijn 17e- of 18e-eeuws, evenals de begijnhofhoeve met monumentale toegangspoort. In de Franse tijd werd het begijnhof onteigend en verkocht aan particulieren. De laatste begijn overleed in 1860. In 1928 werd de kerk voor de eredienst gesloten en in 1933 als beschermd monument gerestaureerd. Een tweede grote restauratie, onder meer van de middeleeuwse muurschilderingen, vond plaats van 1975 tot 1981. Hierna bood de Begijnhofkerk tot 1997 huisvesting aan het Provinciaal Museum voor Religieuze Kunst. Momenteel functioneert de kerk als tentoonstellings- en concertruimte.

### Abdij
Van de abdij van Sint-Truiden, gesticht in 657, resteren nog de romaanse crypte en de kerktoren (beide midden 11e eeuw), het 17e-eeuwse barokportaal, het 18e-eeuwse abtskwartier met onder andere het classicistische poortgebouw (1779) en de fraai beschilderde Keizerzaal, en een aantal 19e-eeuwse gebouwen, waaronder de achthoekige Academiezaal, ontworpen door Louis Roelandt. In 1975 werd de abdijsite getroffen door een grote brand, waarbij de torenspits, de 19e-eeuwse seminariekerk, een deel van het abtskwartier, de infirmerie en een groot deel van de schoolgebouwen in vlammen opgingen. De abdijsite van Sint-Trudo onderging de laatste jaren een grondige renovatie. De crypte, de abdijtoren, de Keizerzaal en de Academiezaal zijn thans toegankelijk voor het publiek. De toren, met 196 traptreden en vijf platforms, biedt uitzicht over de stad en de streek.

### Grote Markt
In het centrum van Sint-Truiden bevindt zich de Grote Markt die tegenwoordig dienstdoet als locatie voor grote evenementen en betaalparking. In het verleden werd, in het bijzonder door lokale politici, soms beweerd dat dit plein het op een na grootste marktplein van België is, na dat van Sint-Niklaas. In november 2014 ontstond hierover controverse nadat dit feit aan bod kwam in het televisieprogramma Vlaanderen Vakantieland. Ook verschillende andere steden bleken immers te beweren dat het tweede grootste marktplein zich op hun grondgebied zou bevinden. Na onderzoek werd duidelijk dat noch Sint-Truiden, noch de andere steden rechtmatig aanspraak konden maken op deze titel. Uit de opmetingen bleek dat de tweede grootste Grote Markt zich in Sint-Lievens-Houtem bevindt, en dat Sint-Truiden slechts beschikt over de vijfde grootste markt van België.

### Kerken

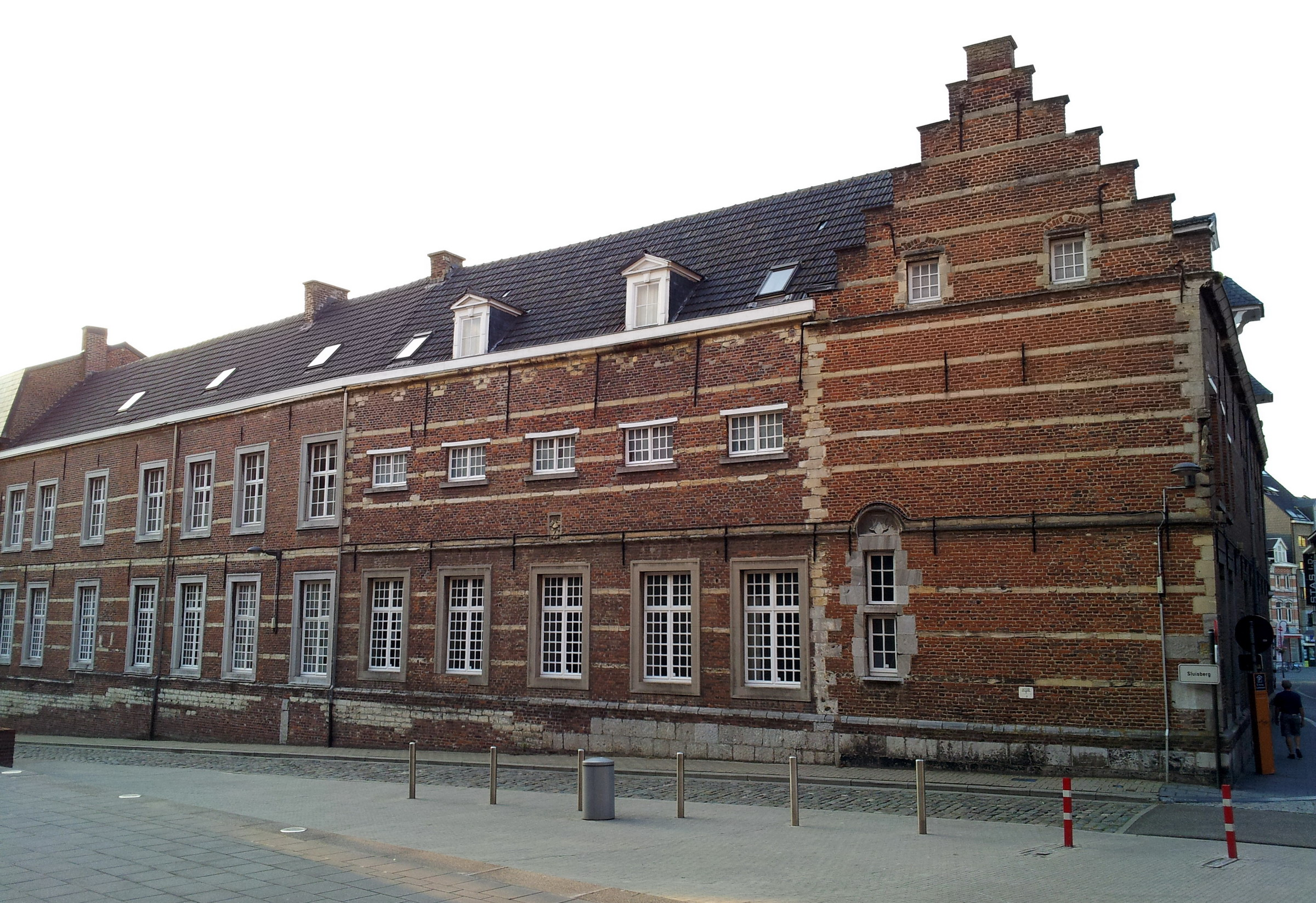
Ursulinenklooster

- Romaans:
  - Restanten van de abdijkerk
  - De Sint-Gangulfuskerk in het centrum van de stad (Diesterstraat)
  - De Sint-Pieterskerk in de wijk Zerkingen
  - De Heilig-Kruiskerk in de wijk Guvelingen
  - De Sint-Eucheriuskapel te Brustem
- Gotisch
  - De Onze-Lieve-Vrouwekerk met haar hoge, neogotische toren, staat op de Grote Markt. Voordat deze kerk gebouwd werd, stond hier een andere kerk, door abt Adelardus II in de 12e eeuw gebouwd. De kerk heeft een schatkamer met uniek religieus erfgoed.
  - De Sint-Genovevakerk te Zepperen
- Barok
  - De Minderbroederskerk
  - De Kapucijnenkerk
  - De Sint-Jacobskerk in de wijk Schurhoven
  - De Sint-Augustinuskapel
  - Ook de Basiliek van Onze-Lieve-Vrouw van Kortenbos, enkele kilometers ten noordoosten van de stad gelegen, is een belangrijk voorbeeld van barokarchitectuur in de Zuidelijke Nederlanden.
- Overig
  - De grotendeels neoromaanse Sint-Maartenkerk, in het centrum van de stad, heeft een vroegrenaissancistische toren.
  - De Sint-Augustinuskerk in de wijk Nieuw-Sint-Truiden is een voorbeeld van moderne gotiek.

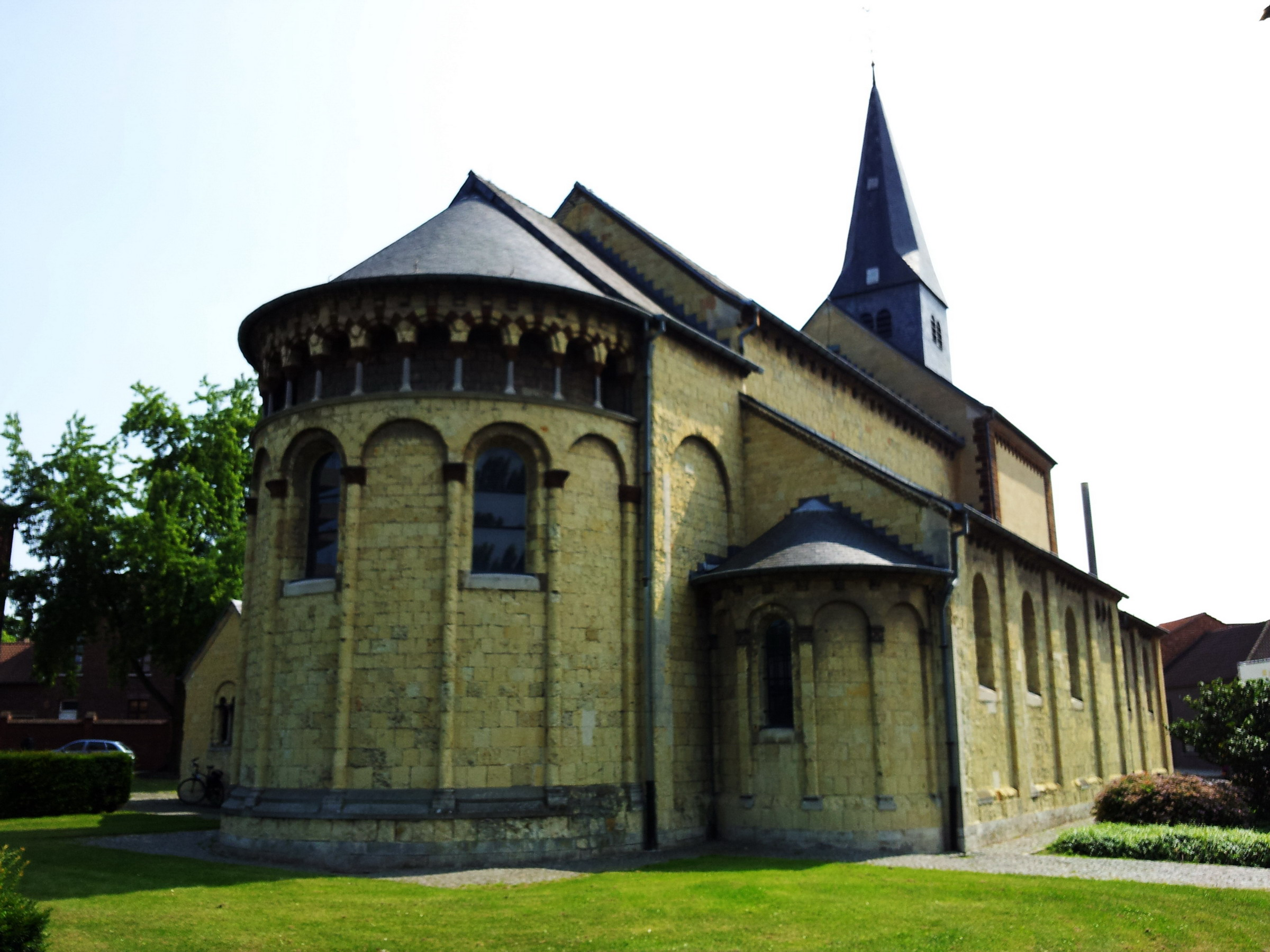
St-Pieterskerk
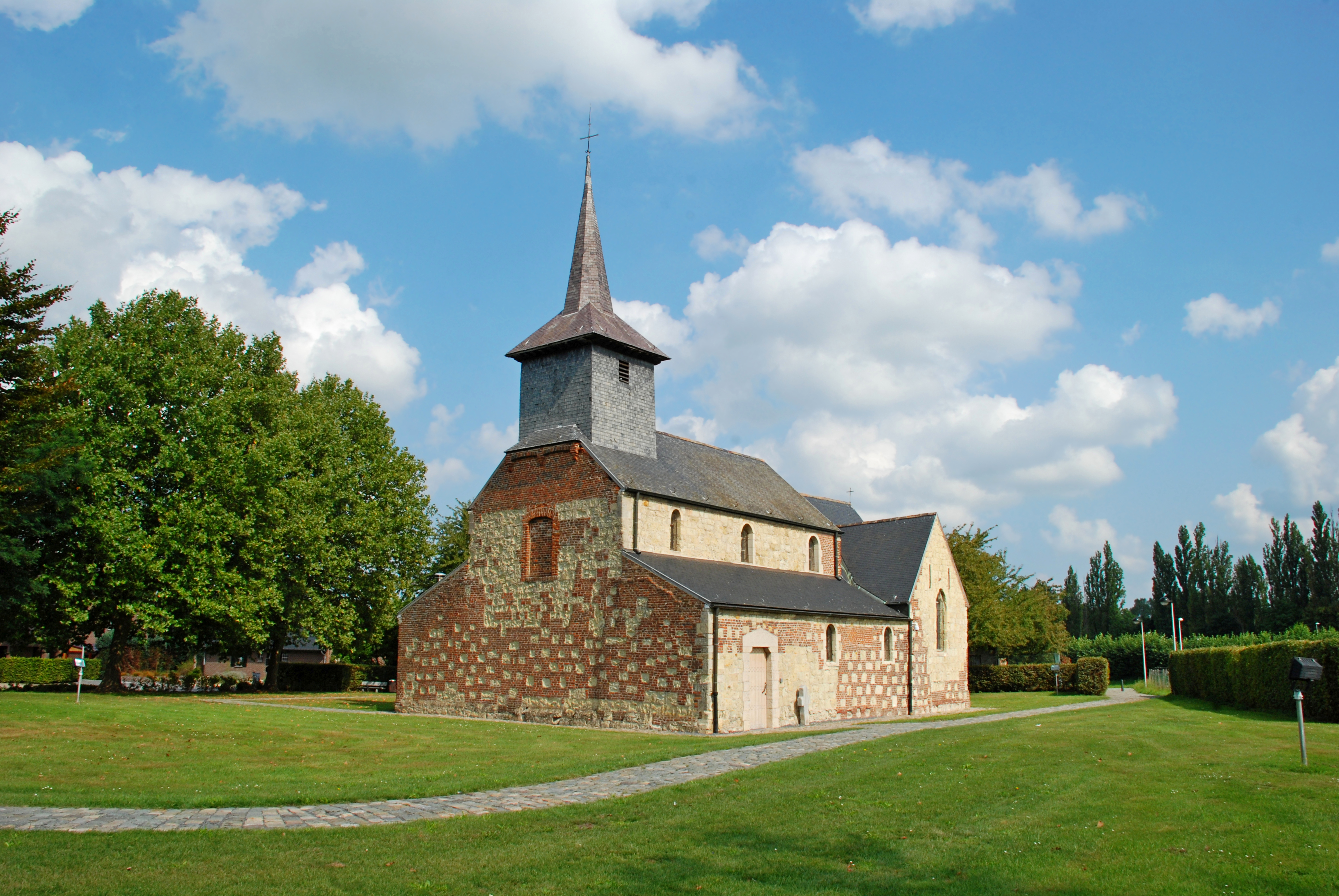
Heilig-Kruiskerk
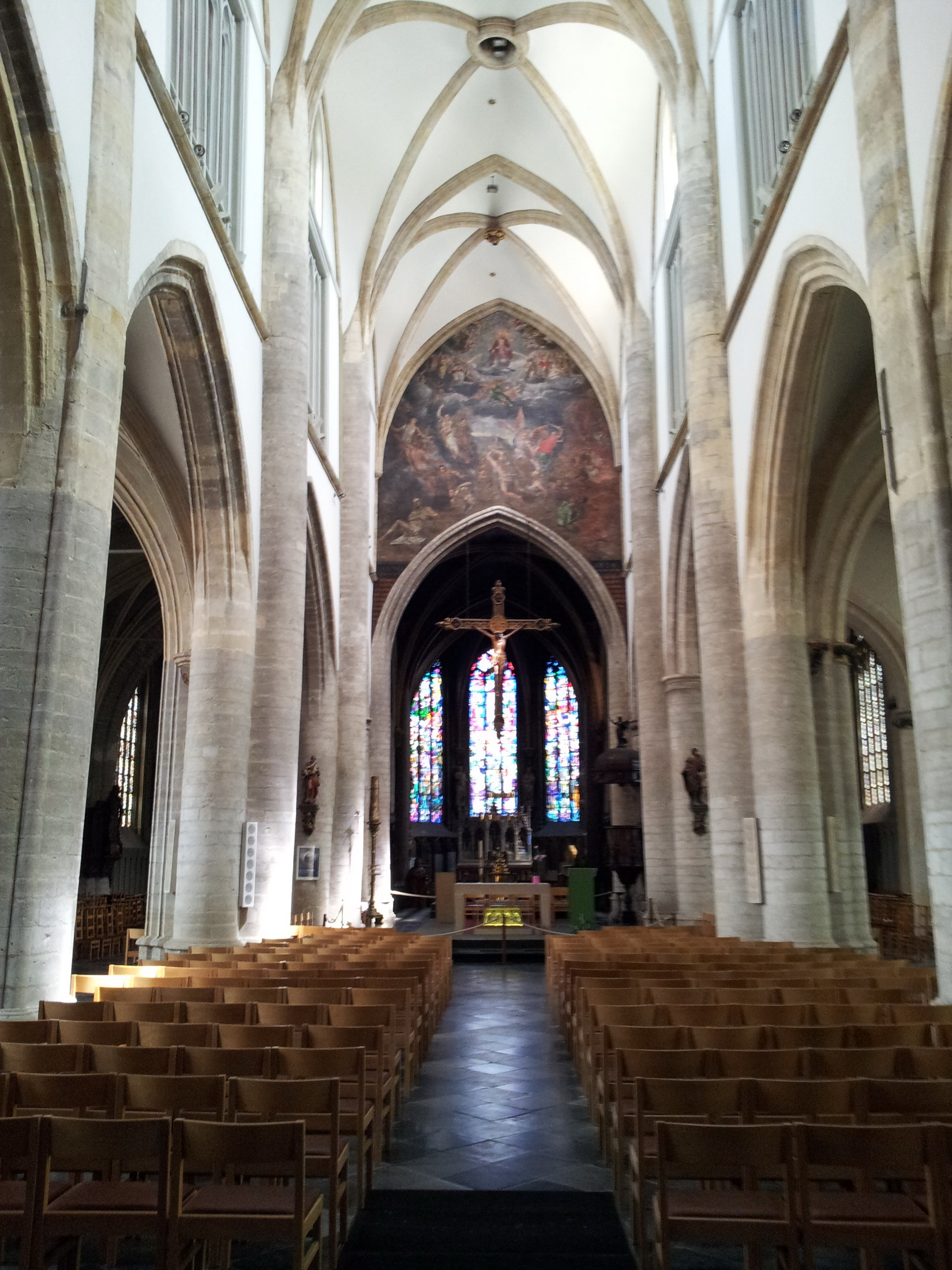
Onze-Lieve-Vrouwekerk interieur
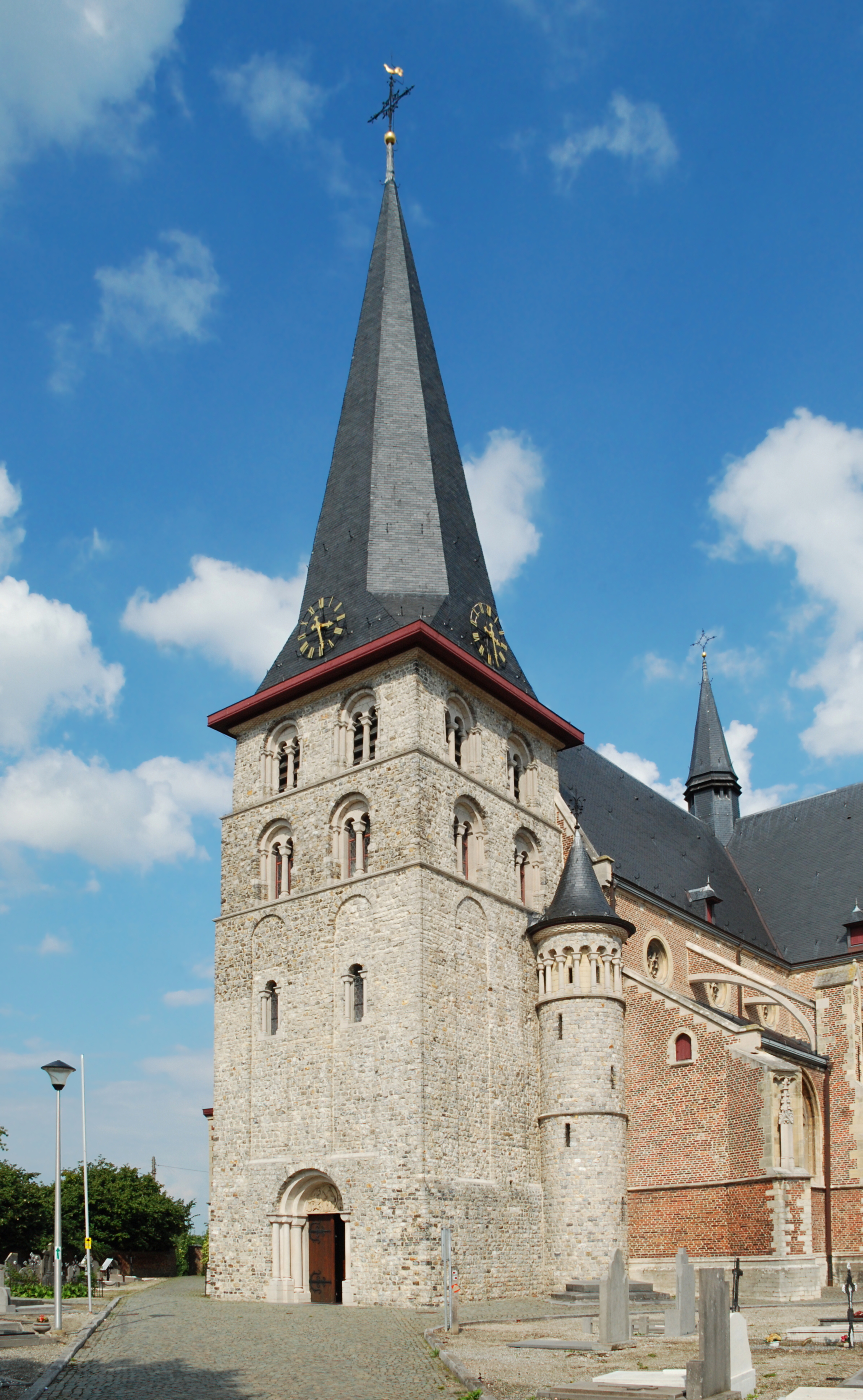
Sint-Genovevakerk
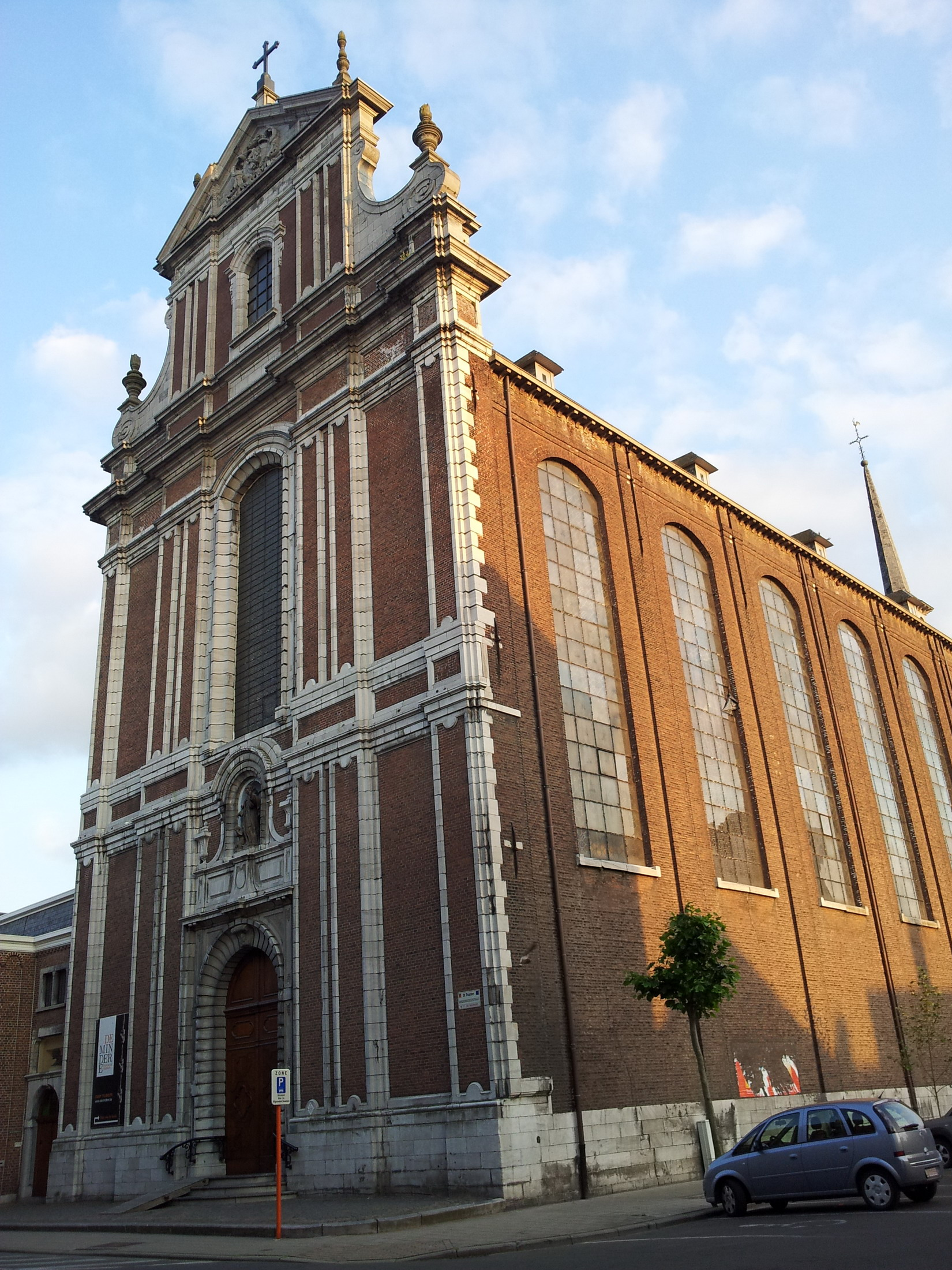
Minderbroederskerk buitenkant
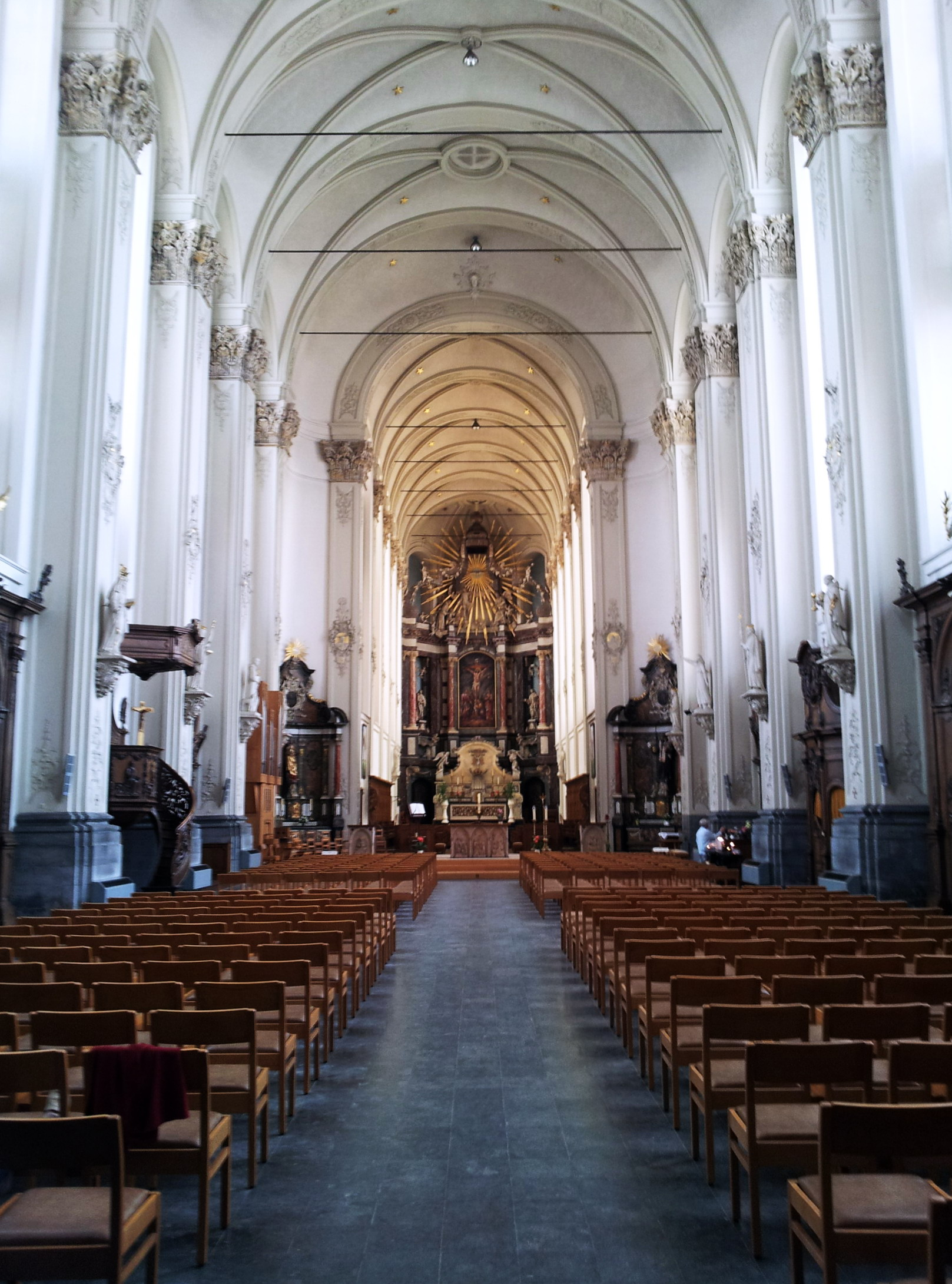
Minderbroederskerk interieur
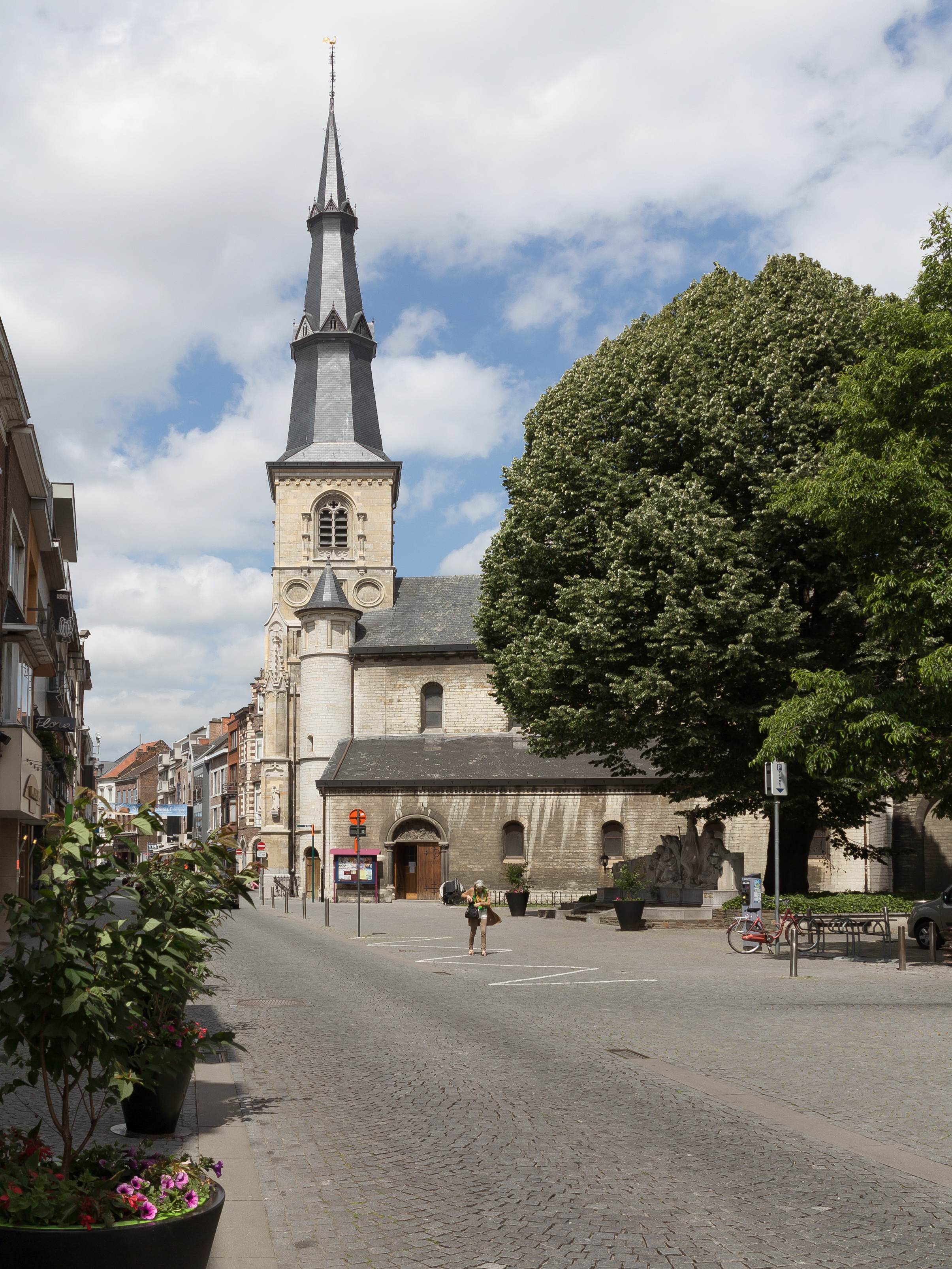
Sint-Maartenkerk

### Kloosters en abdijen
- Abdij van Sint-Truiden
- Minderbroedersklooster
- Kapucijnenklooster
- Clarissenklooster
- Cellenbroedersklooster
- Ursulinenklooster

### Musea
- In de crypte van de abdijkerk bevindt zich een kleine expositie van bouwfragmenten, die bij opgravingen op het abdijterrein zijn gevonden (onder andere enkele zeer fraaie romaanse bouwsculpturen).
- De schatkamer van de Onze-Lieve-Vrouwekerk bezit een uitgebreide collectie religieuze beelden en schilderijen, reliekschrijnen, reliekhouders, liturgische voorwerpen en gewaden en andere voorwerpen met betrekking tot de geschiedenis van de kerk en de abdij van Sint-Truiden.
- Het Museum De Mindere (voorheen: Museum Vlaamse Minderbroeders) in het voormalige Minderbroederklooster beheert het religieus erfgoed van de Vlaamse minderbroeders. In de museumcollectie bevinden zich beelden, schilderijen, grafisch werk, boeken, zilveren siervoorwerpen en religieuze voorwerpen met betrekking tot het kloosterleven van de Minderbroeders. Het museum geeft tevens informatie over de stichter van de orde, Franciscus van Assisi. Het museum is gevestigd in een deel van het Truiense minderbroedersklooster, dat echter deels nog bewoond wordt door paters. De Minderbroederkerk (1731-35) heeft een fraai barokinterieur. In de tuin bevinden zich resten van de oude stadsomwalling.
- Het Festraetsmuseum is gevestigd in een pand in het Begijnhof. Kamiel Festraets bouwde van 1937-42 aan een uniek astronomisch uurwerk, dat 4 ton weegt, 6 m hoog is, 4 m lang, 2,5 m breed, en meer dan 20.000 onderdelen bevat. Aan het einde van zijn leven werd het astronomisch compensatieuurwerk aangekocht door de stad Sint-Truiden. In het museum bevinden zich eveneens een door Festraets gebouwd planetarium en een simulator van eb- en vloedbewegingen.
- In de abtsvleugel van de abdij bevindt zich het Luchtmachtmuseum dat de geschiedenis van het voormalige vliegveld Brustem belicht. Een tentoonstelling met foto’s en unieke voorwerpen verbonden aan de basis vanaf 1936.

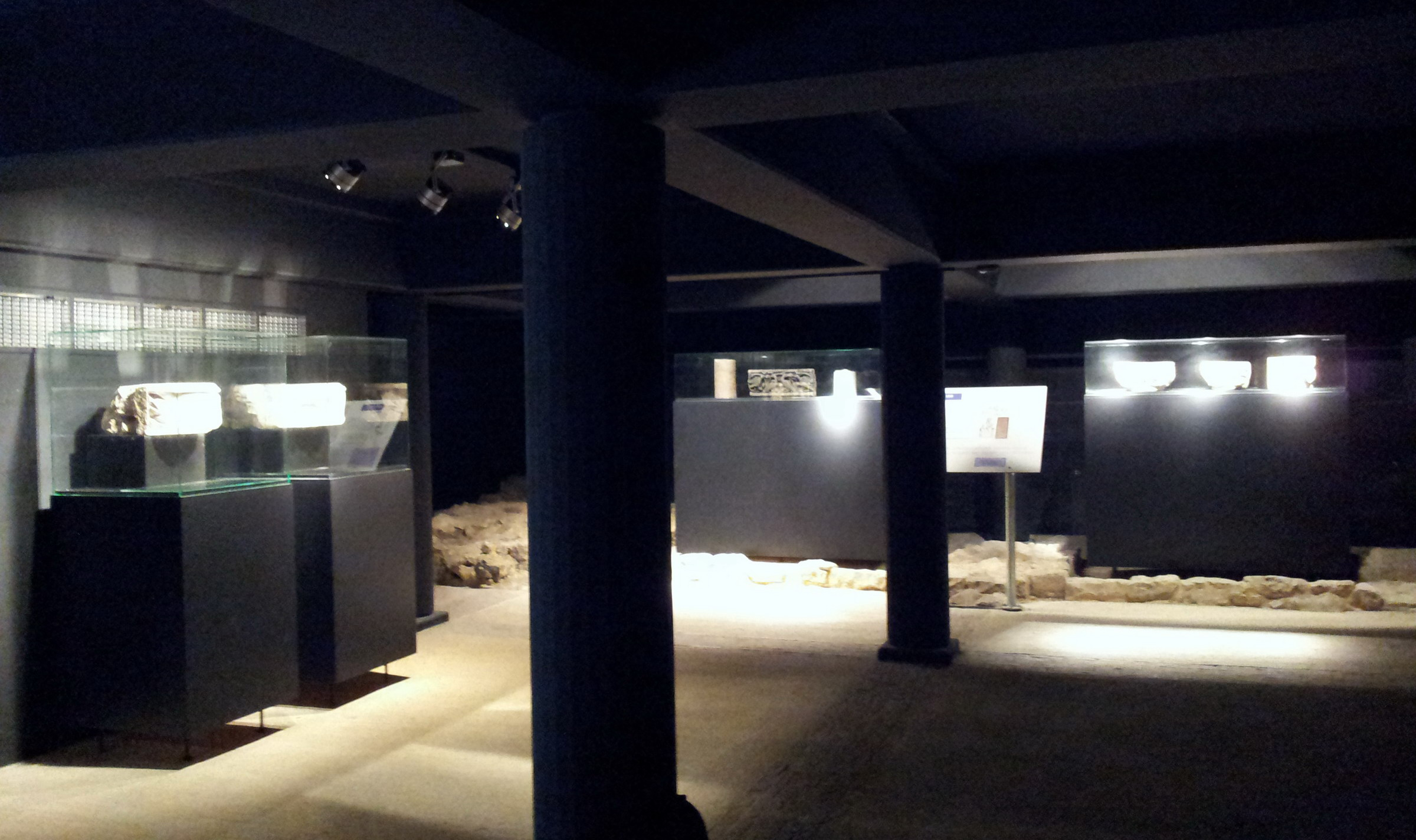
Abdijcrypte
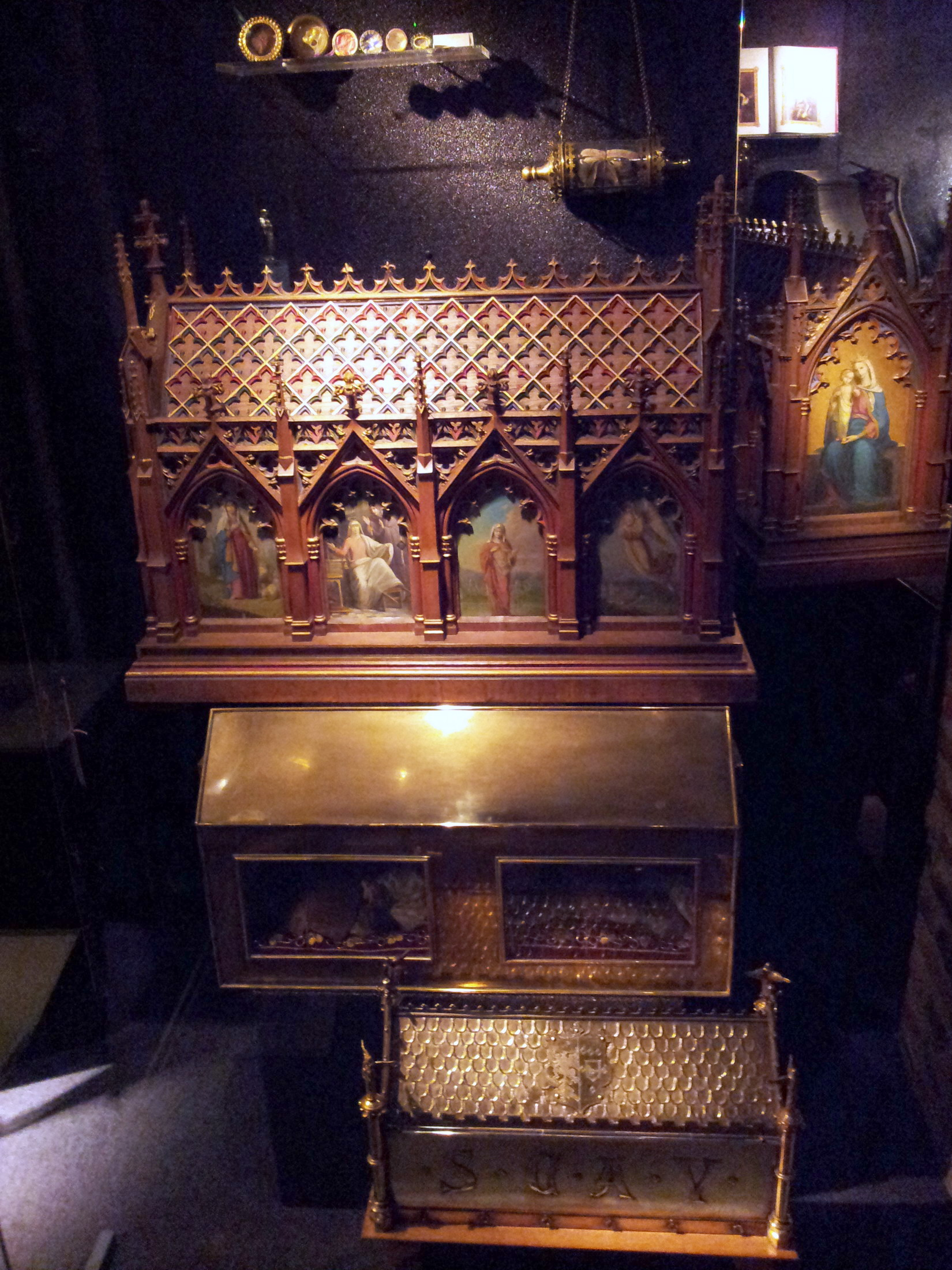
Schatkamer OLV-kerk
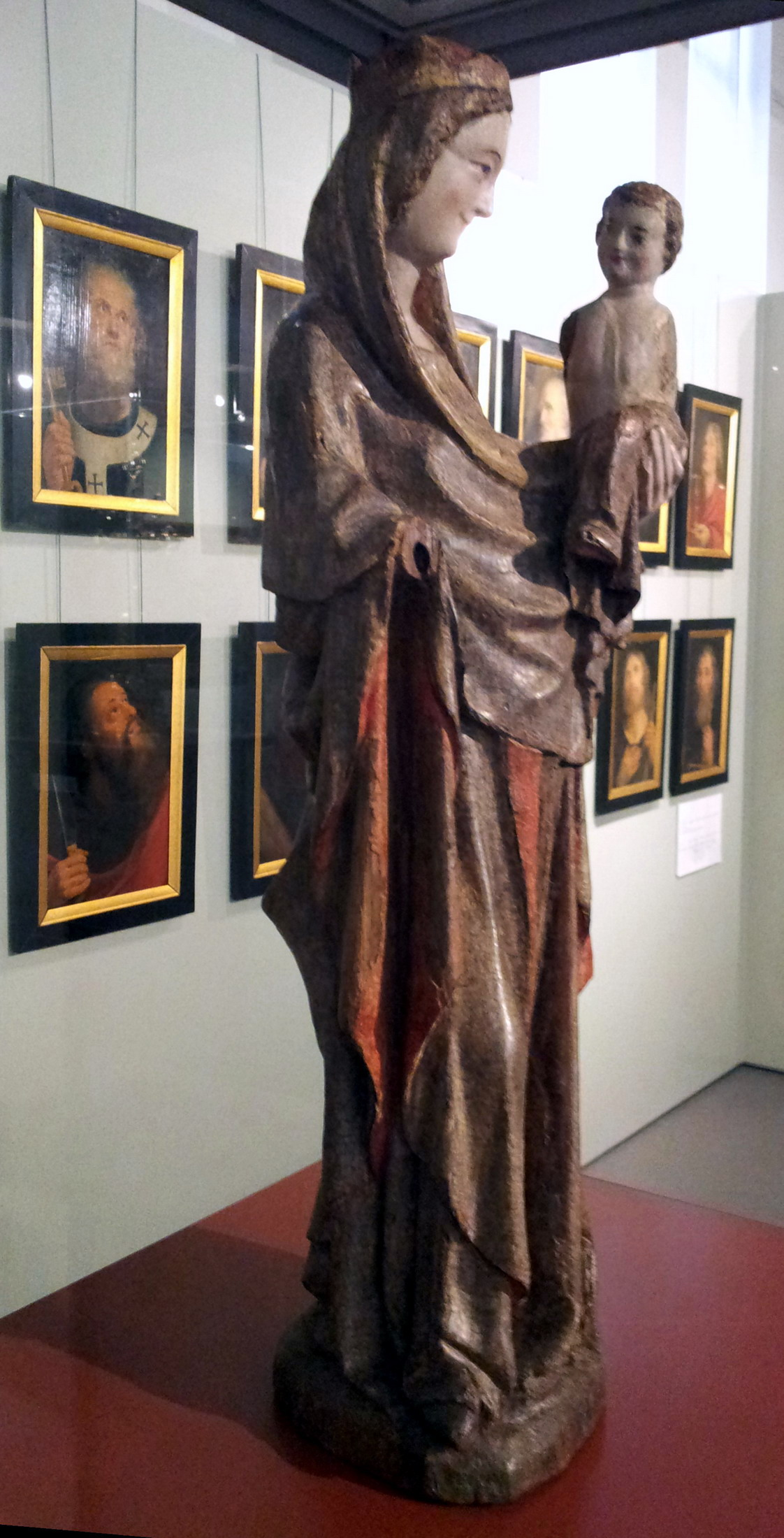
Museum Vlaamse Minderbroeders
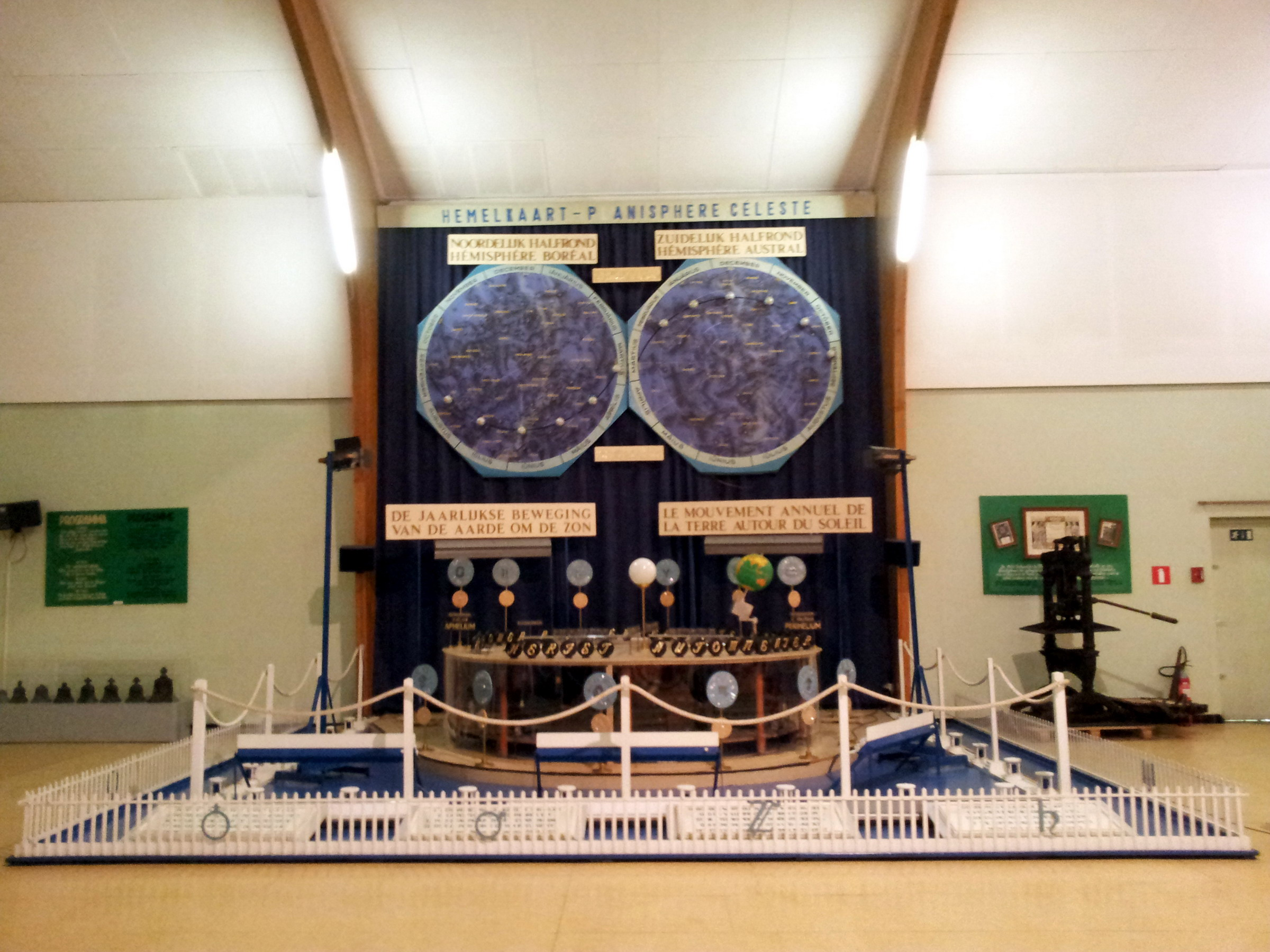
Festraetsmuseum

### Kastelen in de gemeente Sint-Truiden
- Het kasteel van Nieuwenhoven was sinds eind 13e eeuw het zomerverblijf van de abten van Sint-Trudo. In de 18e eeuw verbleven ze er zelfs permanent. In de loop der eeuwen werd het kasteel herhaaldelijk verbouwd en vergroot. De huidige hoeve dateert uit de 17e eeuw. Rondom het kasteel ligt het bos van Nieuwenhoven, van oudsher Galgenbos genoemd. Het landschap heeft nog de structuur van een 19e-eeuwse Engelse landschapstuin. In het 160 hectare grote gebied bevindt zich een bezoekerscentrum en een romanogotische kerk, thans museum en tentoonstellingsruimte, met muurschilderingen uit de late 13e tot begin 17e eeuw, en het oudste homogeen bewaarde orgel van België. Zie verder: Provinciaal Domein Nieuwenhoven.
- Het Speelhof, te Schurhoven, was een ander buitenverblijf van de abdij, eveneens gelegen in een boomrijke omgeving. Hiervan resteren een 18e-eeuws poortgebouw, het herenhuis uit dezelfde periode en enkele dienstgebouwen.
- Het kasteel van Ordingen in de deelgemeente Ordingen werd al in 1040 vermeld als bezit van de heren van Ordingen. In de 17e eeuw werd het verbouwd tot waterburcht voor de ridders van de Duitse Orde. Het kasteel werd in 1879 ingrijpend verbouwd en uitgebreid in neorenaissancestijl. Onlangs werd het 19e-eeuwse kasteelgedeelte, dat na een bombardement in 1940 deels heropgebouwd werd, ingericht als hotel-restaurant. Het commandeurshuis in Maaslandse renaissancestijl fungeert als centrum voor dagtoerisme; het poorthuis is verbouwd tot woning voor de eigenaar. De omringende gronden werden in de jaren 1960 grotendeels verkaveld voor de bouw van eengezinswoningen.
- De Commanderij van Bernissem was al veel eerder in bezit van de ridders van de Duitse Orde, al vanaf de 13e eeuw. Nadat het eens imposante complex in de 19e eeuw tot suikerfabriek was verbouwd, resteren thans slechts de 18e-eeuwse commanderijhoeve, een wachthuis uit 1736 en een tot woonhuis verbouwde kapel.
- Het kasteel van Duras is een typisch voorbeeld van een neoclassicistisch kasteel, gebouwd tussen 1787 en 1789. Het ligt te midden van een kasteelpark en is te bereiken via een imposante platanendreef. In het kasteelpark staat een van de grootste mammoetbomen van Limburg. Het kasteelpark is onderdeel van een groot domein van ruim 100 ha met onder andere een watermolen en een landbouwbedrijf, omringd door bossen, weilanden, akkers en hoogstamboomgaarden. Het kasteel is slechts enige malen per jaar door het publiek te bezichtigen.
- Het kasteel van Terbiest is gelegen in de deelgemeente Melveren. Alleen het oostelijk gedeelte van het kasteel, een L-vormige constructie met poortgebouw, dateert van 1627; het hooghuis, in de zuidelijke hoek is een toevoeging in neotraditionele stijl uit de 19de eeuw (?) door de familie Vanslype.
- Het kasteel Rochendaal, te Bevingen, is een wit bepleisterde gebouw is in neoclassicistische stijl en het bezit een torentje van vier verdiepingen.
- Het kasteel van Kerkom was de zetel van de Heren van Kerkom.

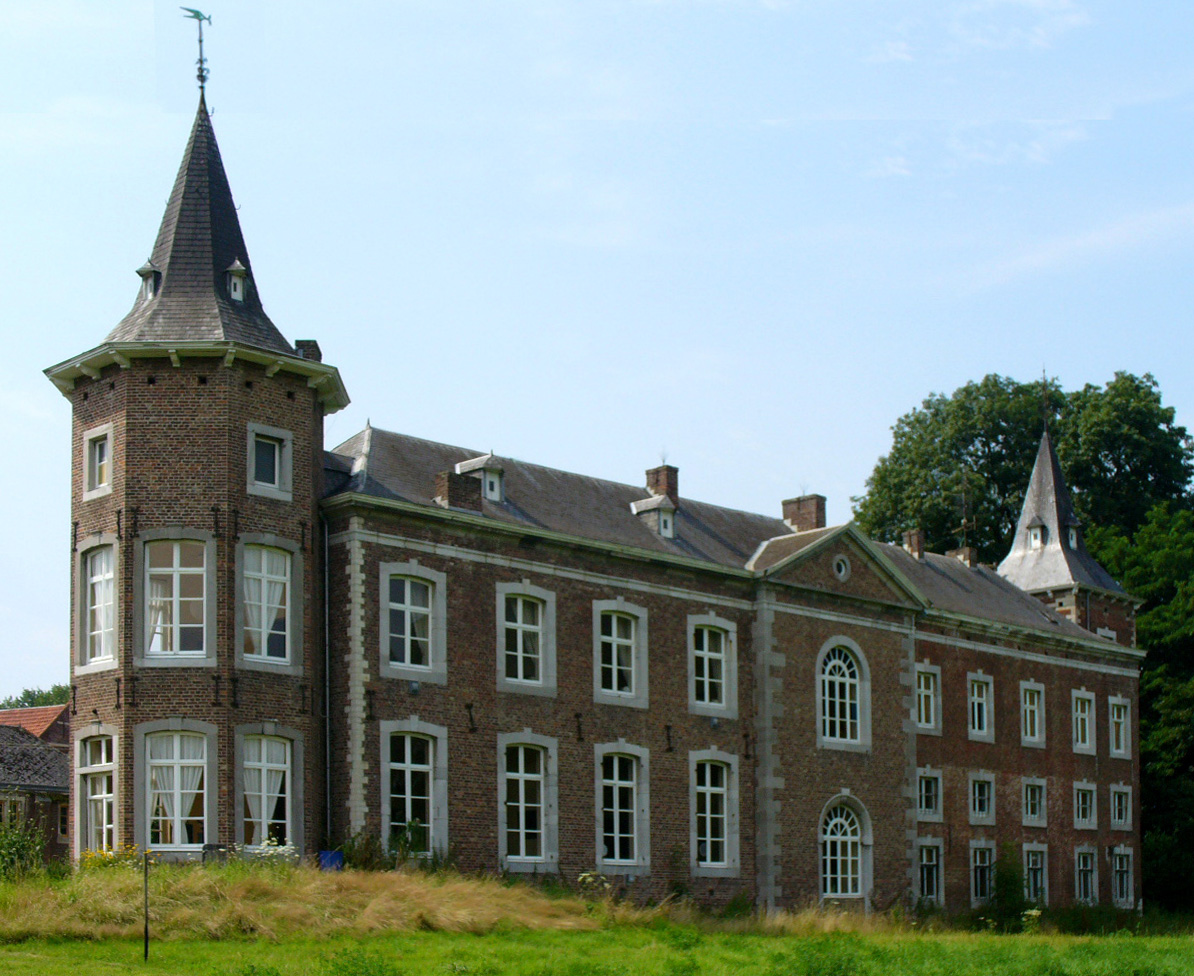
Kasteel van Nieuwenhoven
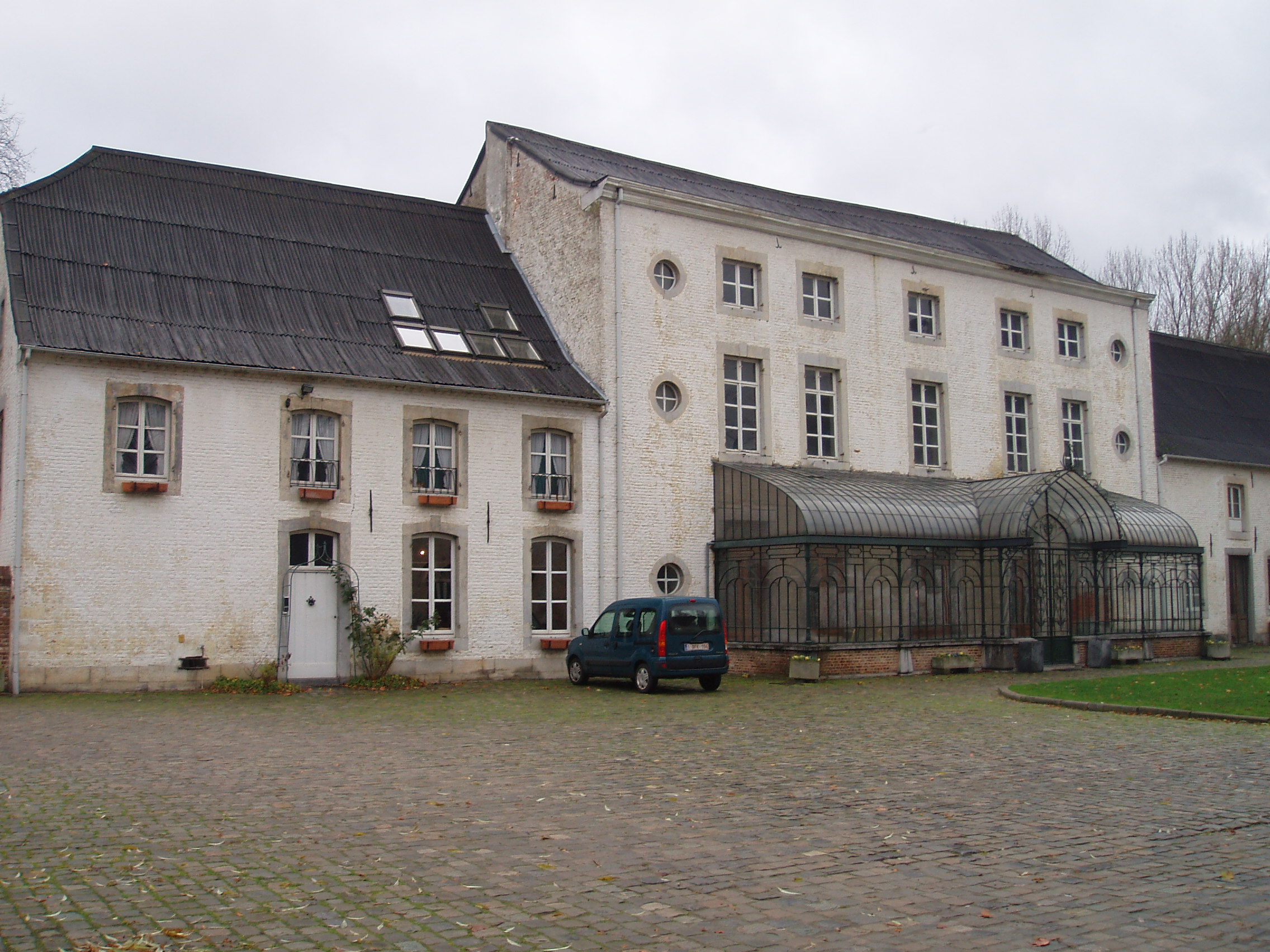
Het Speelhof
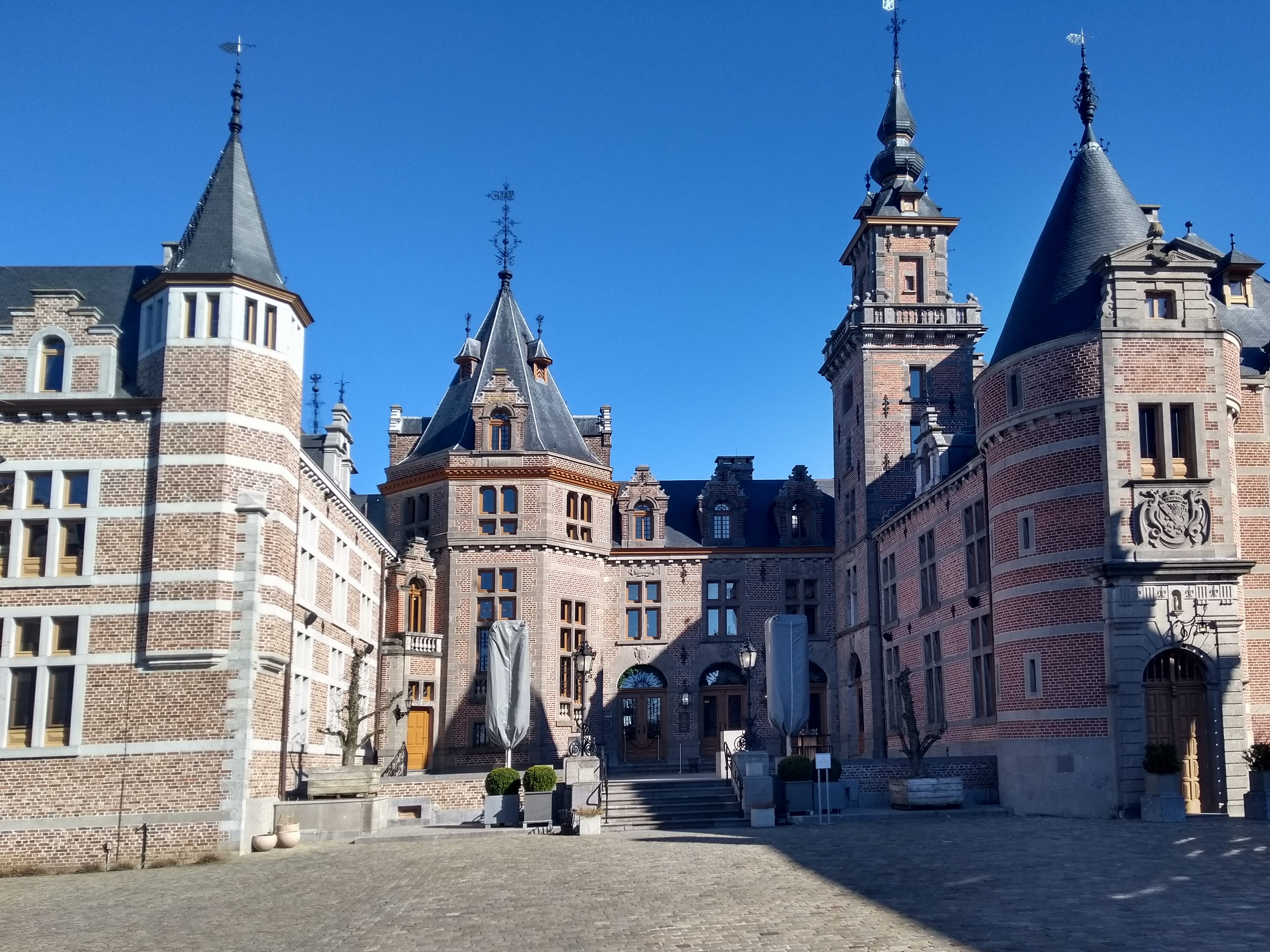
Kasteel van Ordingen
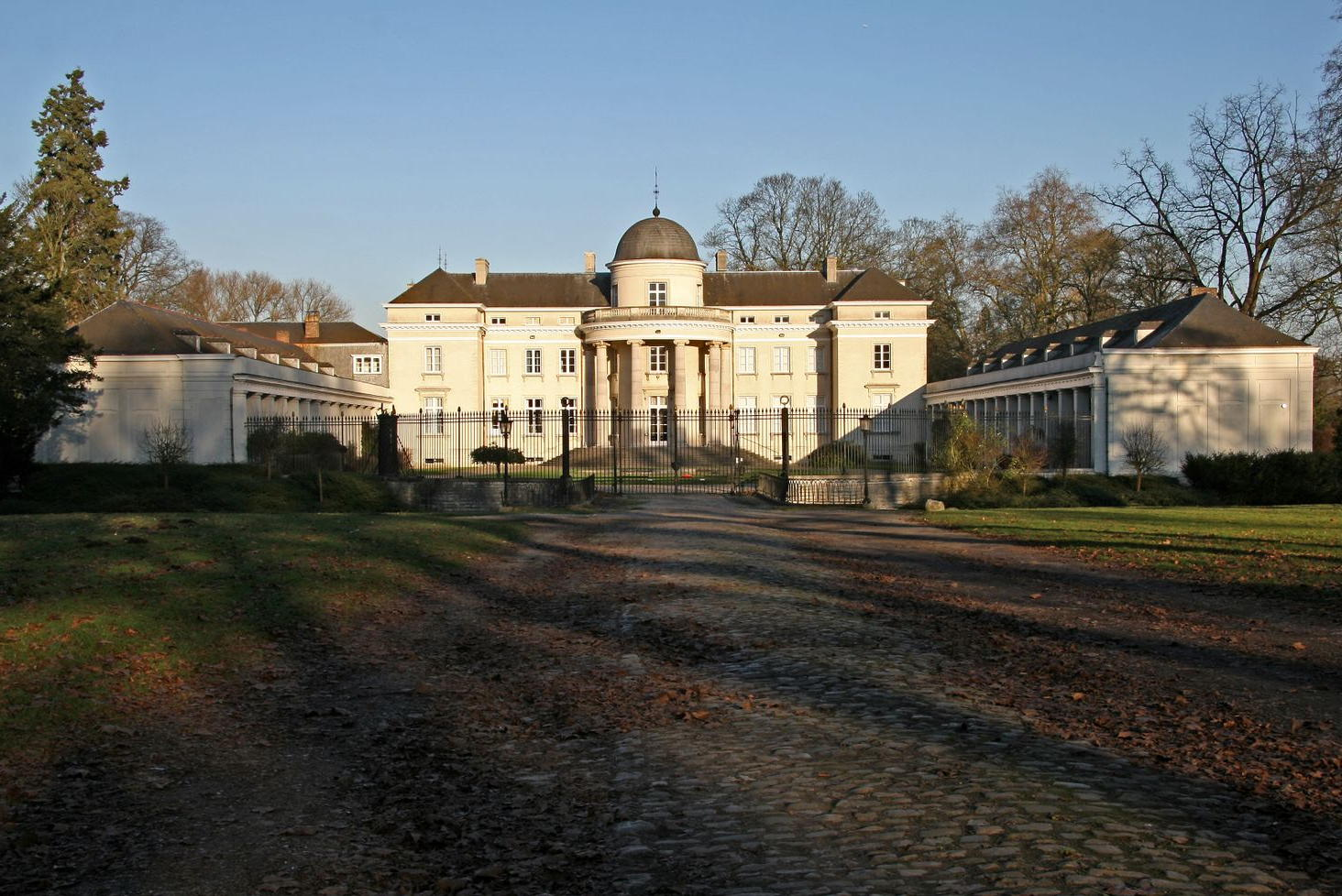
Kasteel van Duras
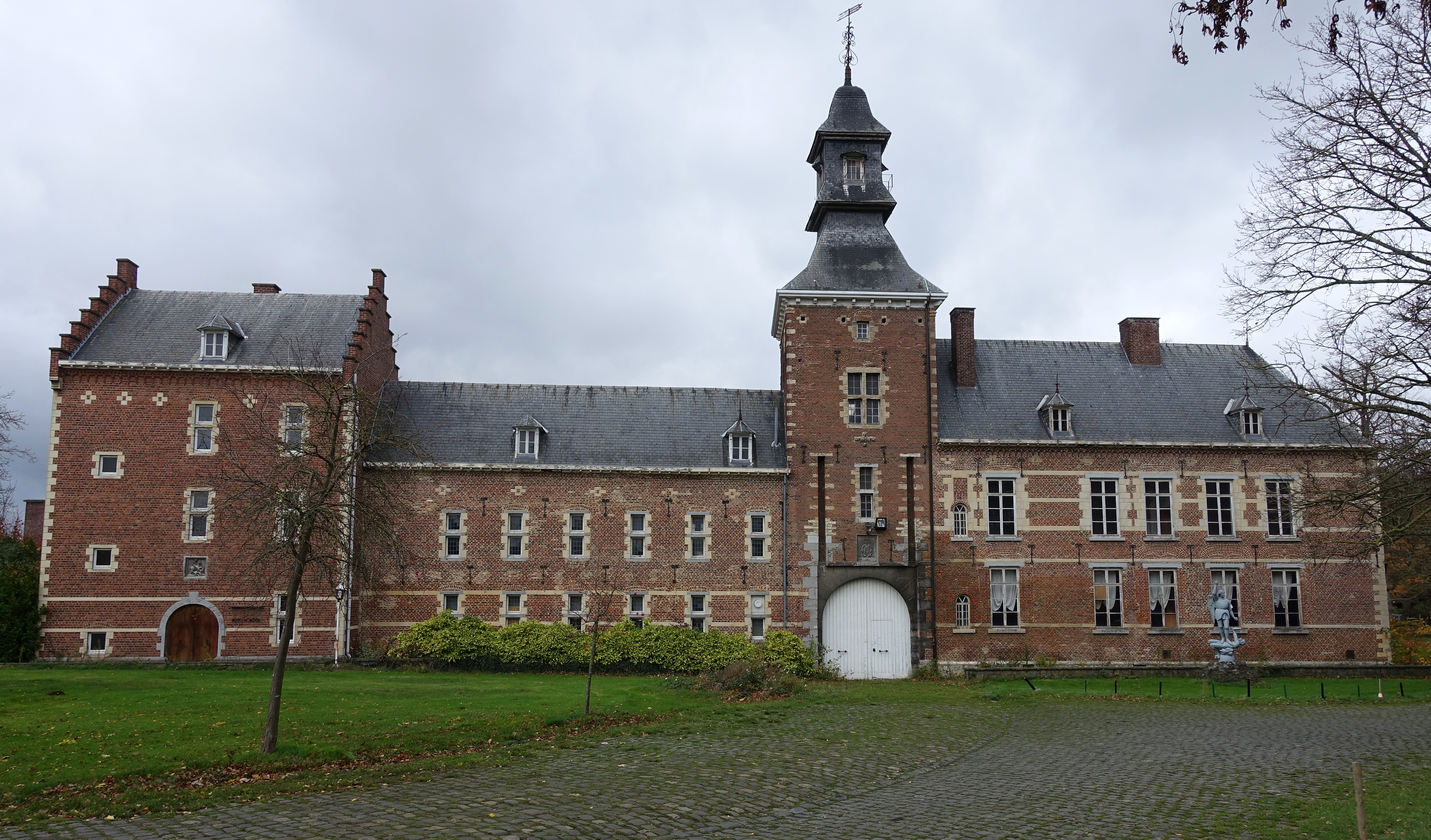
Kasteel van Terbiest
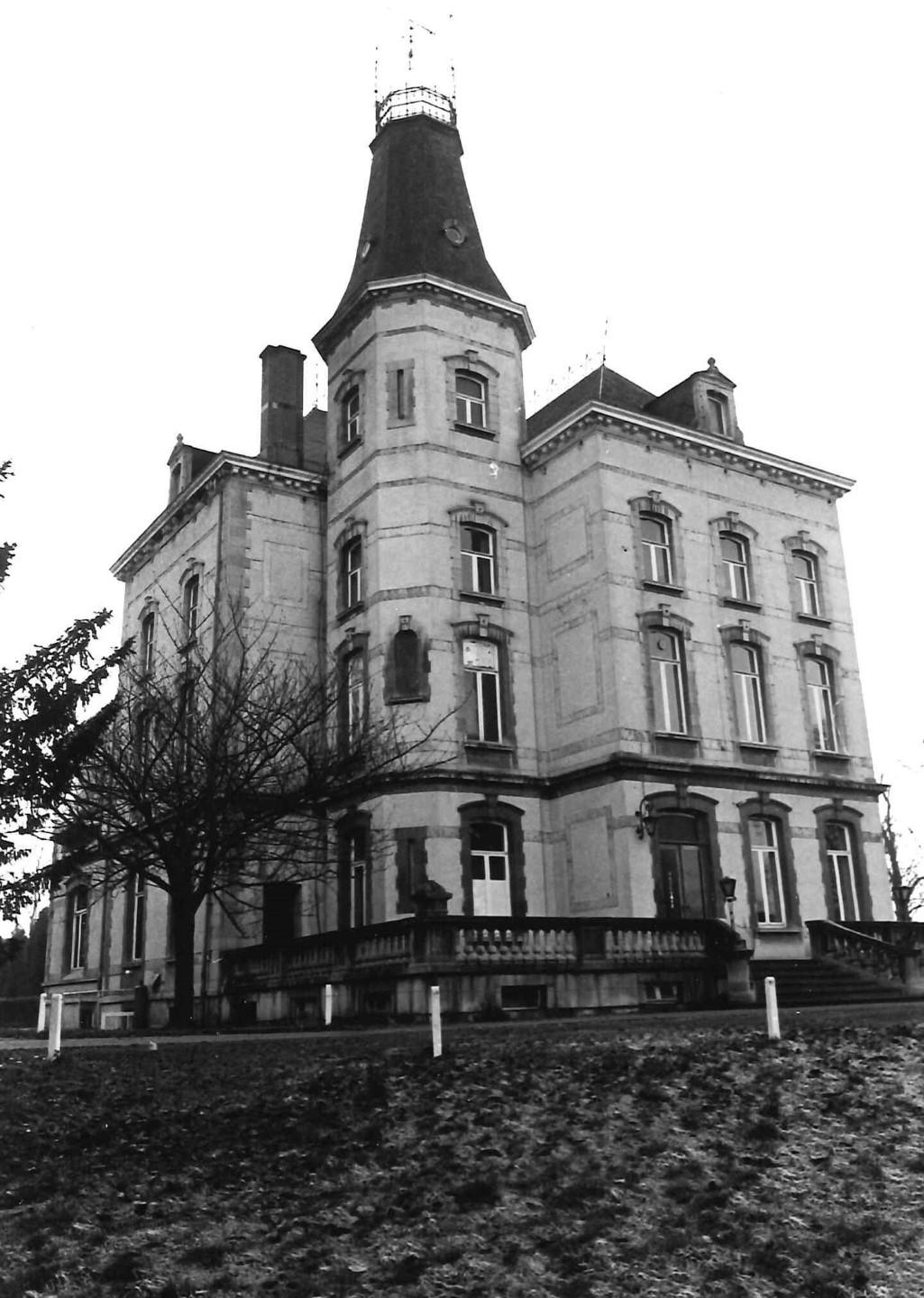
Kasteel van Rochendaal
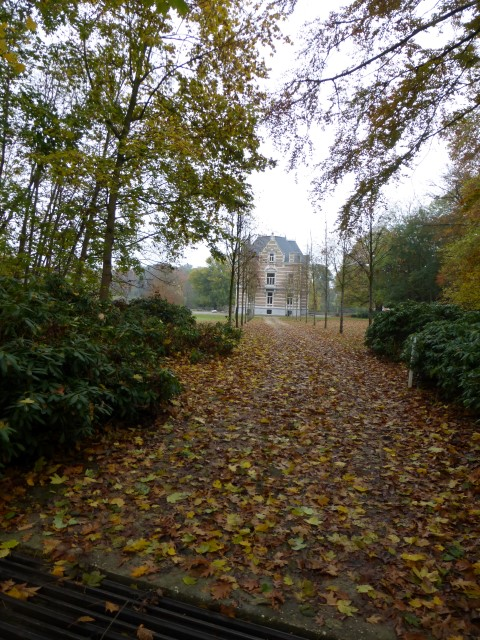
Kasteel van Kerkom

### Overige bezienswaardigheden
- De perroen op de Grote Markt is het symbool van Luikse vrijheid. In Sint-Truiden moesten de Luikse prins-bisschoppen het bestuur delen met de abten van Sint-Trudo.
- Op het abdijplein bevindt zich een meridiaanlijn die, samen met de zuil met daarop het beeld van Sint-Trudo, een middagzonnewijzer vormt. Een gedenkplaat verwijst naar Truienaar Barthélémy de Theux de Meylandt, die als minister van Binnenlandse Zaken in 1836 verordende dat meridiaanlijnen moesten worden aangelegd opdat burgers hun uurwerk konden gelijkstellen op 12 uur Brusselse tijd.
- In Sint-Truiden staan nog enkele monumentale refugiehuizen, onder andere van de abdij van Herkenrode (Schepen Dejonghstraat), de abdij van Averbode (Naamsestraat) en het Dominikanenklooster van Maastricht (Houtmarkt).
- In het centrum bevinden zich diverse andere historische panden, onder andere enkele 17e-eeuwse burgerhuizen met gevelstenen, een gildehuis uit 1720, en een groot aantal herenhuizen uit de 18e en 19e eeuw en het begin van de 20e eeuw.
- Van de bezienswaardigheden in de dorpen rondom Sint-Truiden kunnen genoemd worden: de eerder genoemde romaanse Sint-Eucheriuskapel en de burchtruïne van Brustem, enkele typisch Limburgse carréboerderijen in Brustem, Velm, Wilderen, Gelinden en Duras, de Sint-Genovevakerk (met romaanse toren), het Bogaardenklooster en de rentmeesterswoning van het Sint-Servaaskapittel in Zepperen.
- Verder is te vermelden de Kapel De Waterhond in de Breendonkstraat nr 39, die dienstdeed als kapel van het voormalige seminarie aan de Diesterstraat.
- Op het domein Bautershof staat de 'Dikke Bertha': een monumentale beuk (fagus sylvatica) met een omtrek can 7,53 m (2018).[11] Volgens de inventaris van BELTREES gaat het om de kampioenboom van zijn soort voor ons land.[12]

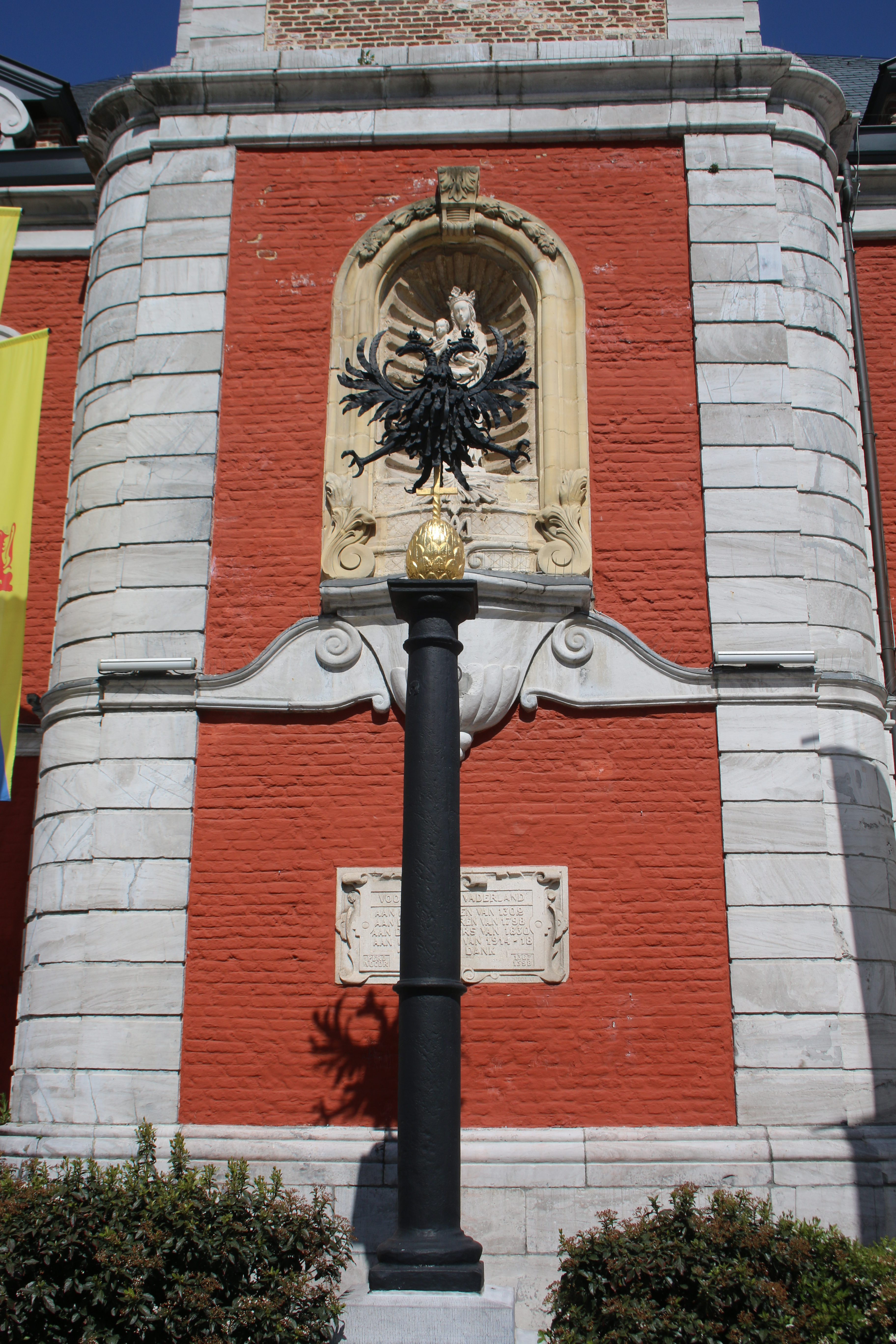
Het Perroen op de Grote Markt verwijzend naar de Goede Steden
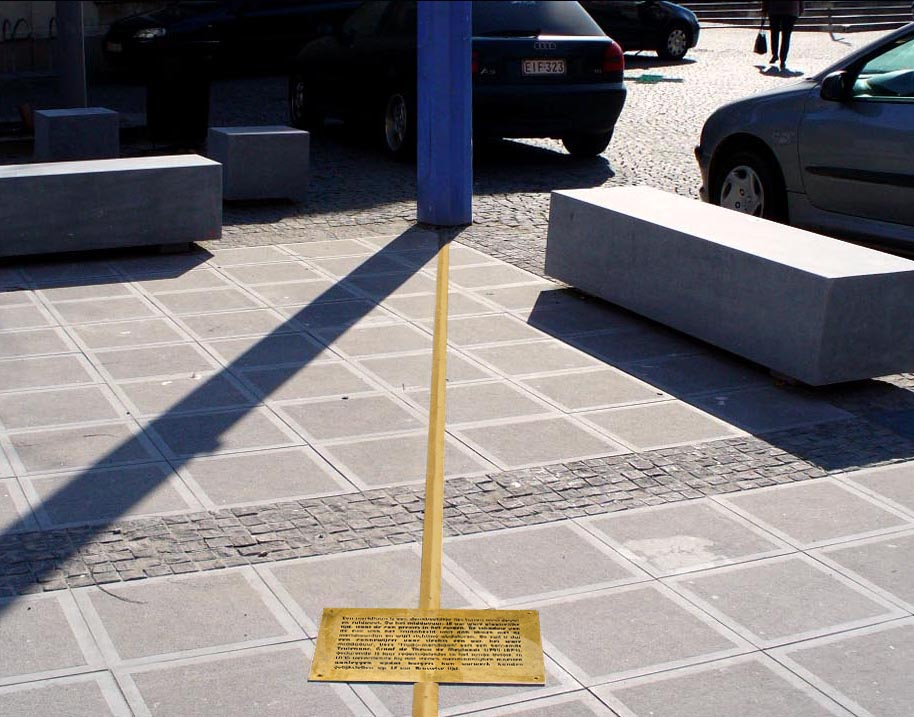
Meridiaanlijn op het abdijplein
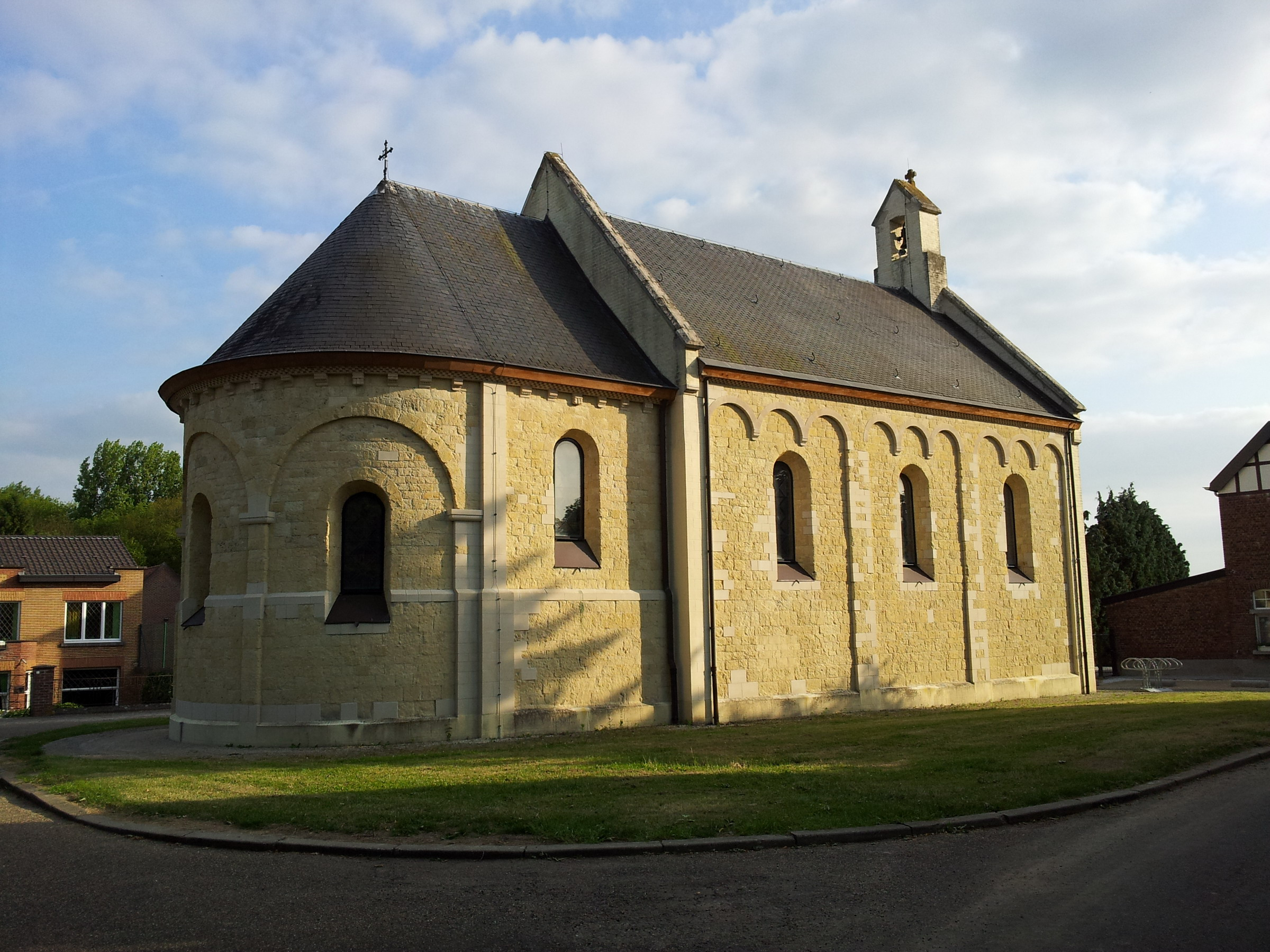
St-Eucheriuskapel, Brustem
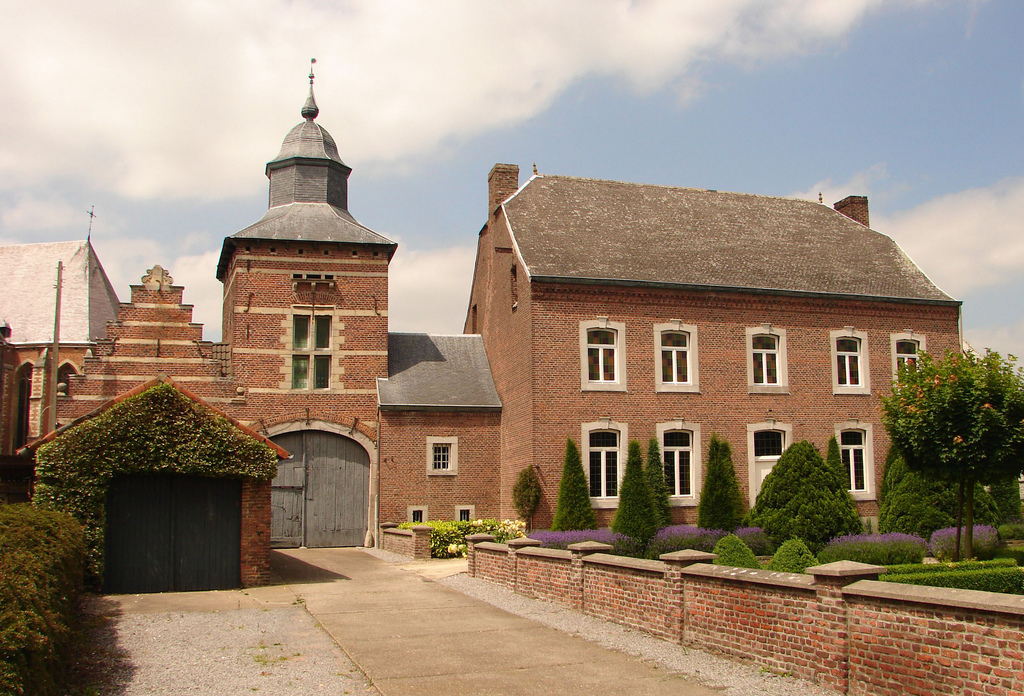
Rentmeesterswoning Zepperen
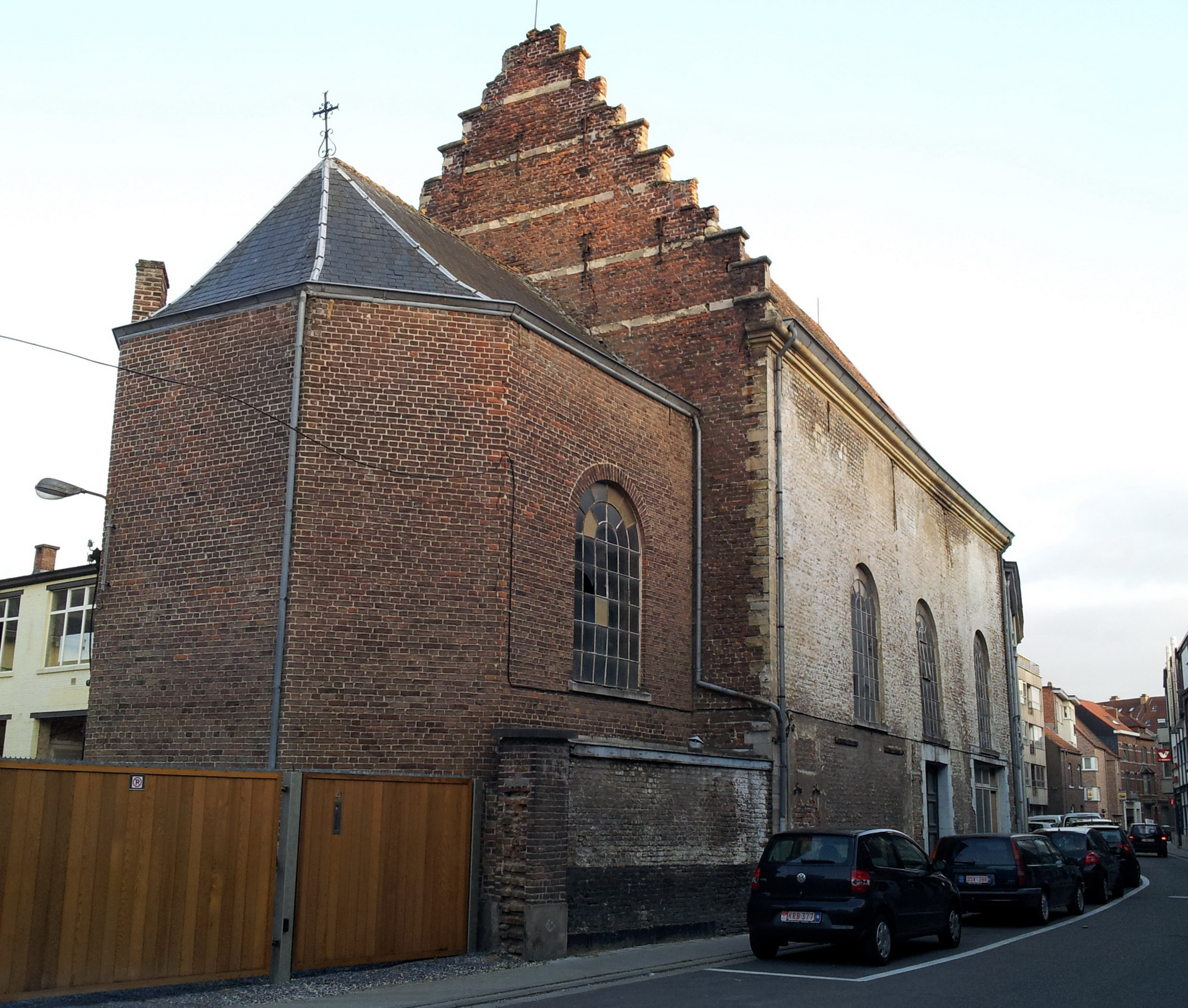
Kapel De Waterhond

## Cultuur

### Dialect
In Sint-Truiden wordt het plat Sintruins gesproken als stadsdialect. Dit dialect kwam in 2011 vaak in de pers naar aanleiding van het uitbrengen van de internationaal gelauwerde film Rundskop. Hoofdrolspeler Matthias Schoenaerts kreeg voor deze rol de hulp van een Truiense dialectcoach, Roger Vanbrabant. Rundskop werd de Belgische inzending bij de Oscars. De film werd genomineerd voor beste niet-Engelstalige film en behoorde zo tot de beste vijf films van 2011.
De verzamelnaam voor alle dialecten die worden gesproken in de wijde omgeving van Sint-Truiden, wordt het Truierlands genoemd.

### Uitgaansleven

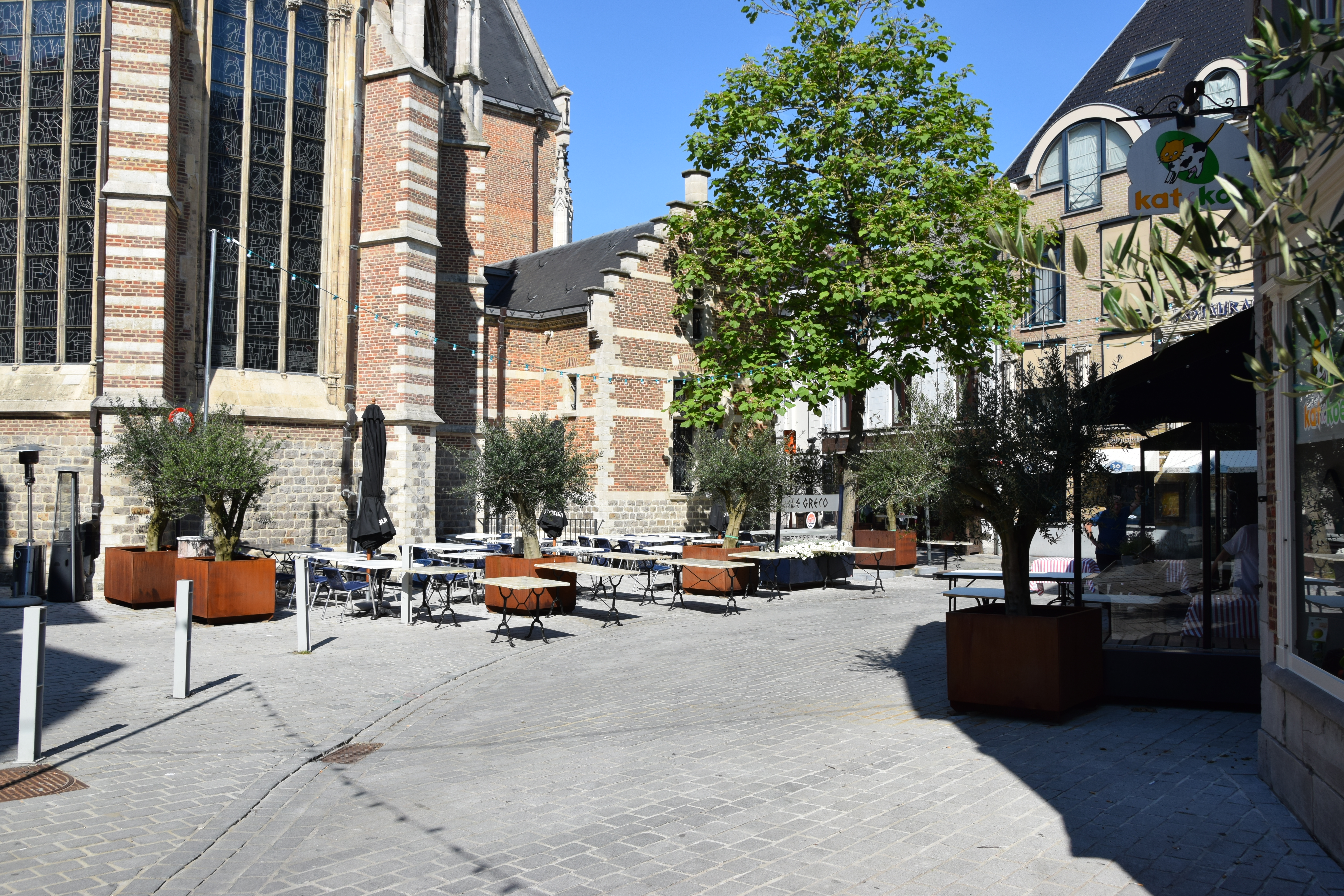
De uitgaansbuurt situeert zich onder andere rondom de O.L.V.-kerk

Het Truiense uitgaansleven concentreert zich rond de Grote Markt, de Groenmarkt en het Heilig Hartplein. Hier bevinden zich een groot aantal horecagelegenheden, vele met terrassen. In 2021 opende opnieuw een nachtclub op de Grote Markt. De Bogaard in de Capucienessenstraat is het cultuurcentrum van Sint-Truiden. Het theater heeft twee zalen met 418 en 110 stoelen. Eind 2013 is aan de Naamse Vest filmtheater Cameo heropengegaan, nadat Sint-Truiden het 25 jaar zonder bioscoop heeft moeten doen.

### Evenementen
- Carnaval (maandag voor Aswoensdag)
- Haspengouwdag (paasmaandag)
- Bloesemfeesten (in april)
- Joy Joy: grootste kinderfestival in openlucht van België (laatste weekend van juni)
- Oogstfeesten (in september)
- Internationale militaire taptoe: tweejaarlijks internationaal evenement (volgende editie: 2024)
- Trudofeesten: zevenjaarlijks festival waarin de stichter van de stad geëerd wordt (volgende editie: 2026)

## Religie
De stichter van de abdij van Sint-Truiden, Sint-Trudo, werd na zijn dood heilig verklaard, waardoor Sint-Truiden uitgroeide tot bedevaartsoord. De abdij speelde een belangrijke rol in de evangelisering van het Maasland. Momenteel telt het dekenaat Sint-Truiden 36 parochies, waarvan er 20 op het grondgebied van de gemeente Sint-Truiden liggen:
| - Onze-Lieve-Vrouw Bezoekingkerk (Wilderen) - Onze-Lieve-Vrouw-Onbevlekt-Ontvangenkerk (Aalst) - Onze-Lieve-Vrouw-Tenhemelopnemingskerk (Gorsem) - Salvator Mundikerk (Melveren) - Onze-Lieve-Vrouwekerk (Sint-Truiden) - Salvator Mundikerk (Melveren) - Sint-Andreaskerk (Runkelen) | - Sint-Augustinuskerk (Sint-Truiden) - Sint-Gangulfuskerk (Sint-Truiden) - Sint-Genovevakerk (Zepperen) - Sint-Harlindis en Relindiskerk (Ordingen) - Sint-Jacobskerk (Schurhoven) - Sint-Jan Baptistkerk (Engelmanshoven) - Sint-Lambertuskerk (Bevingen) | - Sint-Maartenkerk (Sint-Truiden) - Sint-Martinuskerk (Groot-Gelmen) - Sint-Martinuskerk (Kerkom-bij-Sint-Truiden) - Sint-Martinuskerk (Velm) - Sint-Pieterskerk (Sint-Truiden) - Sint-Petrus en Pauluskerk (Halmaal) |

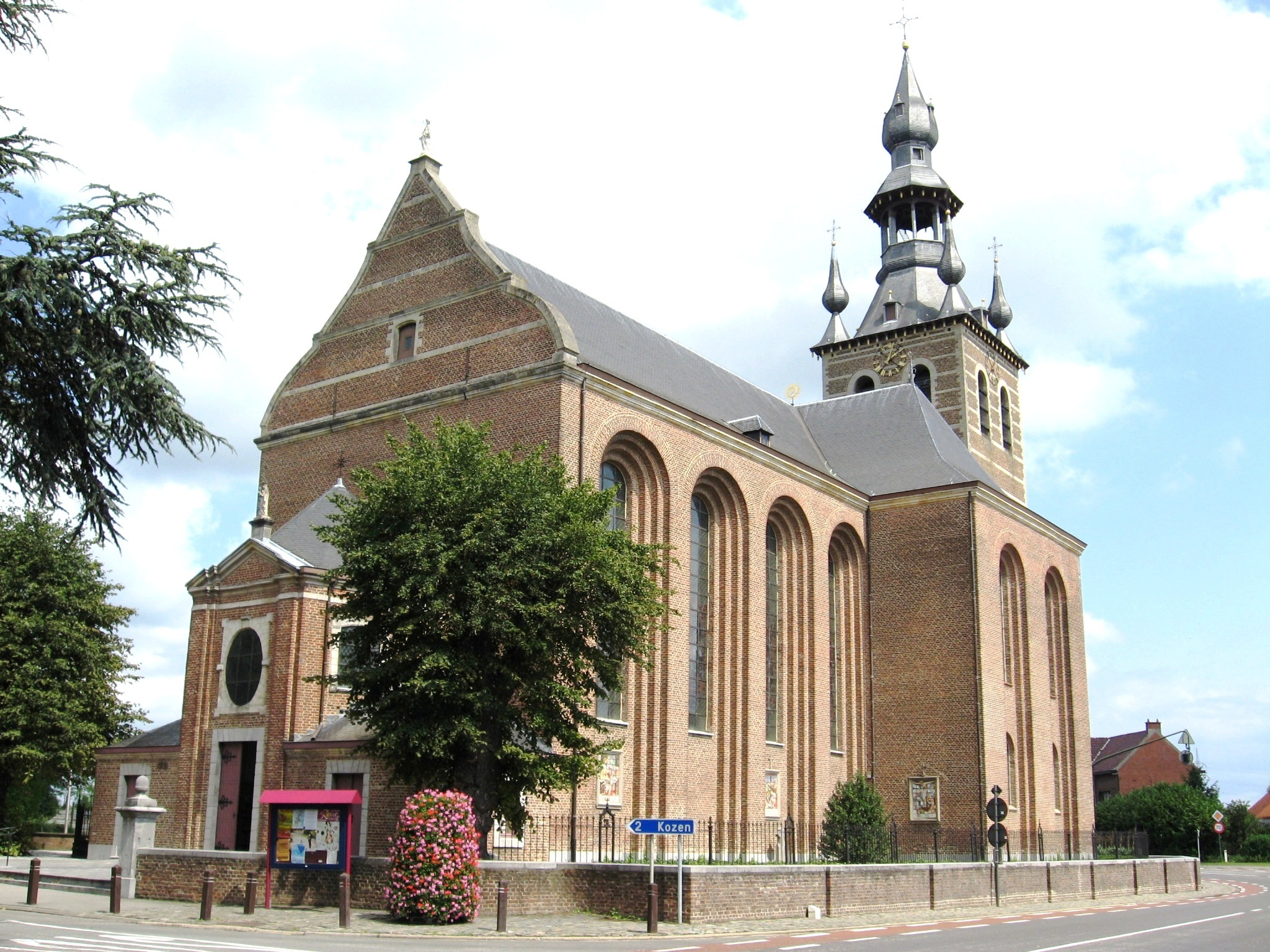
De Basiliek van Onze-Lieve-Vrouw van Kortenbos

De Onze-Lieve-Vrouw-Hemelvaartkerk op de Grote Markt is een van de beeldbepalende gebouwen in het centrum van de stad en is tevens de hoofdparochiekerk van Sint-Truiden. Op het grondgebied van de gemeente bevindt zich tevens de Basiliek van Onze-Lieve-Vrouw van Kortenbos, een belangrijke bedevaartkerk. Monseigneur de Montpellier, bisschop van Luik, riep op 13 mei 1873 Onze-Lieve-Vrouw van Kortenbos uit tot patrones van Limburg. De plechtige kroning werd op 11 augustus 1897 door paus Leo XIII goedgekeurd en uitgevoerd op 1 mei 1898. Op 24 februari 1936 verleende paus Pius XI aan de bedevaartskerk van Kortenbos de titel van basilica minor.
Net zoals in andere Belgische steden nam het aantal actieve kerkgangers in Sint-Truiden sinds het Tweede Vaticaans Concilie af, waardoor verschillende parochies in moeilijkheden kwamen. Verschillende kerken raakten in onbruik. Zo werd de begijnhofkerk gesloten, waarna ze werd gerestaureerd. Sindsdien fungeert ze als culturele ruimte voor grote tentoonstellingen.
De grootste religieuze groepering na de christenen, wordt gevormd door de sikhs. In België leven rond de 3000 à 4000 sikhs. De grootste concentratie sikhs van België bevindt zich in Sint-Truiden. Zij vonden in de jaren 1980 de weg naar Zuid-Limburg om er aan de slag te gaan in de fruitteelt. In Halmaal werd het eerste gebedshuis voor sikhs in België gebouwd, een gurdwara. Vanaf 1993 komen de sikhs hier samen om te bidden, te vieren en elkaar te ontmoeten. Hier wordt er elke zondag gezongen uit de Goeroe Granth Sahib, waarna iedereen kan aanzitten aan de gemeenschappelijke maaltijd.
De Marokkaanse gemeenschap in Sint-Truiden beschikt over een eigen islamitisch gebedshuis.

## Economie

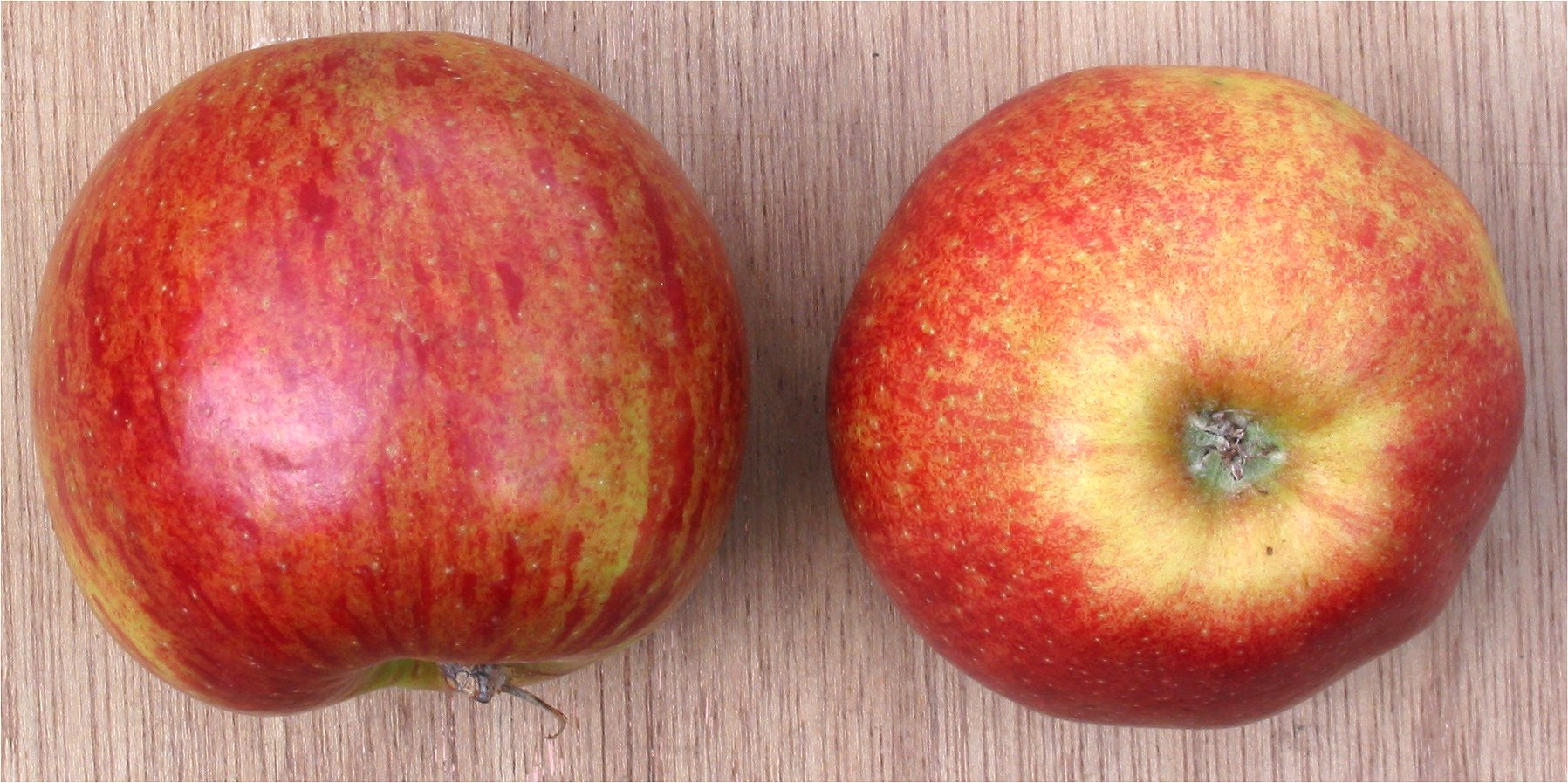
Jonagoldappels worden vanuit Sint-Truiden geëxporteerd naar o.a. de Europese Unie, Rusland en China

### Fruitteelt
Wat economische activiteiten betreft, staan Sint-Truiden en omgeving erom bekend dat de fruitteelt er een belangrijke plaats inneemt. Sint-Truiden is de hoofdstad van de fruitstreek. Het succes van de fruitsector is in de eerste plaats het gevolg van de vruchtbare ligging. Sint-Truiden is van oudsher het handels- en dienstencentrum van een streek die zijn welvaart te danken heeft aan de teelt en verkoop van fruit. Nergens in de provincie Limburg is het belang van de primaire sector (de landbouw) zo groot als in Sint-Truiden, nergens is de welvaart zo direct hiervan afhankelijk. Terwijl de landbouw in heel Limburg zorgt voor 4,3 % van de tewerkstelling, is dat in Sint-Truiden 10,7 %. Ten behoeve van de fruitteelt zijn in de omgeving van de stad verscheidene fruitveilingen opgericht: veiling Haspengouw werd opgericht in 1939; de Belgische Fruitveiling zag het daglicht in 1952, destijds onder de naam Fruitcentrale.

### Industrie

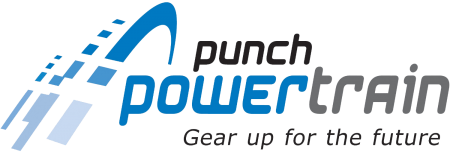
Punch Powertrain is een prominente speler binnen de auto-industriesector

De noodzaak om naast de fruitteelt ook industriële bedrijven aan te trekken, is een verschijnsel van de laatste decennia. Terwijl in Midden-Limburg met zijn onvruchtbare en zanderige bodem de eerste industriële bedrijven, met de steenkoolontginning op kop, in de jaren 20 ontstaan, dateert de behoefte aan industrie als alternatief voor de fruitteelt pas vanaf de jaren 50. In de jaren 60 wordt het industrieterrein Schurhoven ontwikkeld. Tenneco Automotive en Ridge Tool zijn enkele van de eerste bedrijven die zich in Sint-Truiden vestigden. Met de komst van Volvo Car Sint-Truiden en HMZ in de jaren 70, krijgt de industriële ontwikkeling in de fruithoofdstad een nieuwe impuls. De ontwikkeling van het industrieterrein Schurhoven heeft niet verhinderd dat het aandeel van de industriële tewerkstelling in de totale tewerkstelling klein is gebleven. In heel Limburg wordt 27 % van de tewerkstelling gecreëerd door industriële bedrijven, in Sint-Truiden is dat slechts 22 %. Momenteel zijn de drie grootste bedrijven in Sint-Truiden Tenneco Automotive (1314 werknemers), VCST (1030) en Betonac (308).

### Dienstverlening
Het aandeel van de tewerkstelling in de dienstverlenende sector is dan weer wel hoog, met 63 % zelfs iets hoger dan het Limburgse gemiddelde van 61 %. Sint-Truiden is onbetwistbaar het bestuurlijke en administratieve centrum van Zuidwest-Limburg. Handel, horeca en dienstverlening zijn goed uitgebouwd in Sint-Truiden. Het centrum met winkels en horecazaken wordt druk bezocht. Maar ook in de dienstensector loert de fruitteelt om de hoek. De fruitteelt trekt immers heel wat toeleveringsactiviteiten aan, zoals sorteer- en verpakkingsstations, boomkwekerijen, financiële en administratieve dienstverleners en transporteurs. Hieruit vloeit voor dat de Truiense economie vooral gedragen wordt door KMO's. Maar liefst 97 % van het totale aandeel bedrijven bestaat uit KMO's. Samen wordt daar ook 45 % van de beroepsbevolking tewerkgesteld.

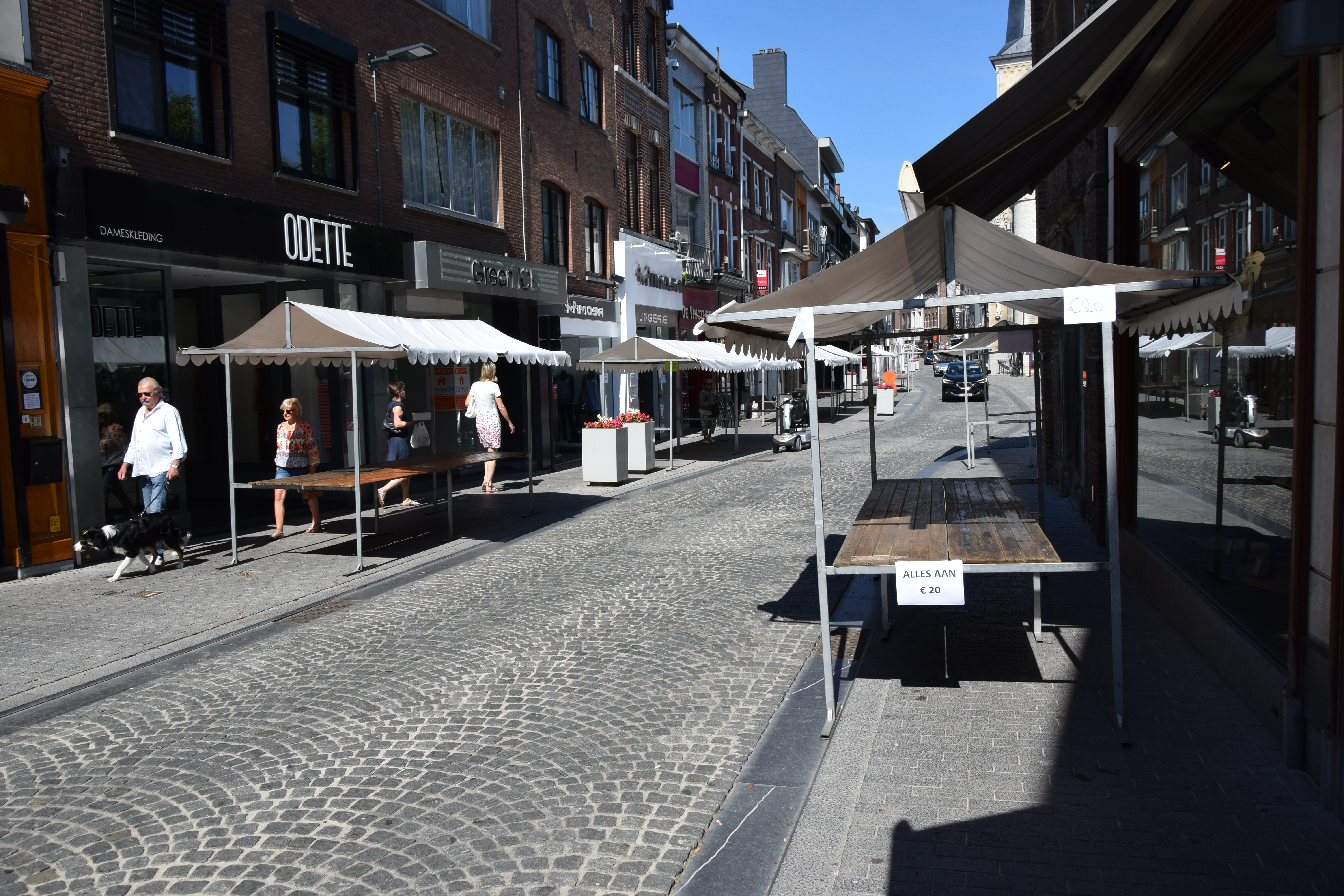
De Stapelstraat is een van de belangrijkste winkelstraten van de stad

### Winkelen
Sint-Truiden geldt als een belangrijke winkelstad in de regio en heeft een uitgebreid winkelaanbod. Vooral het gebied rondom de Grote Markt wordt gedomineerd door winkels en horeca. De belangrijkste winkelstraat is de Luikerstraat. Deze straat staat tevens op de laatste editie van het Belgische Monopolyspelbord, weliswaar als goedkoopste straat. Naast de Luikerstraat biedt de Stapelstraat het grootste winkelaanbod, en de Diesterstraat. De stad telt één overdekt winkelcentrum, in de Cicindriawijk. Verder zijn er nog een paar galerijen in de stad, zoals galerij Astrid in de Stapelstraat.

### Markten
De marktactiviteiten op de Grote Markt gaan eeuwen terug. De zaterdagmarkt wordt al sinds 1451 georganiseerd . Op en rond de Grote Markt worden ook nu nog markten gehouden:
- Wekelijkse markt: op de Grote Markt, Groenmarkt, Trudoplein en Minderbroedersplein, elke zaterdag;
- Antiek- en rommelmarkt: op de Veemarkt, elke zondag;
- Avondmarkt: op de Grote Markt, elke laatste dag van de jaarlijkse braderie;
- Kerstmarkt: op de Groenmarkt, dagelijks in december;
- Veemarkt: tot 1964 op de Grote Markt, van 1964 tot 2010 onder veemarkthallen, gelegen langs de Speelhoflaan. Aanvankelijk op zaterdag, later op donderdag.

## Mobiliteit

### Wegverkeer
Sint-Truiden wordt niet ontsloten door autosnelwegen. Toch is de stad vlot bereikbaar. Sint-Truiden ligt immers in het midden van de A2 Brussel-Aken, de E313 Antwerpen-Hasselt-Luik en de E40 Brussel-Luik. De belangrijkste ontsluiting wordt gevormd door de gewestweg naar Tienen en Luik, de N3 genaamd, en de N80, de expresweg naar Hasselt. Verscheidene bedrijven klagen over de gebrekkige bereikbaarheid van de E40. De bouw van zo'n autosnelweg werd verhinderd omdat men geen grond wou opofferen.

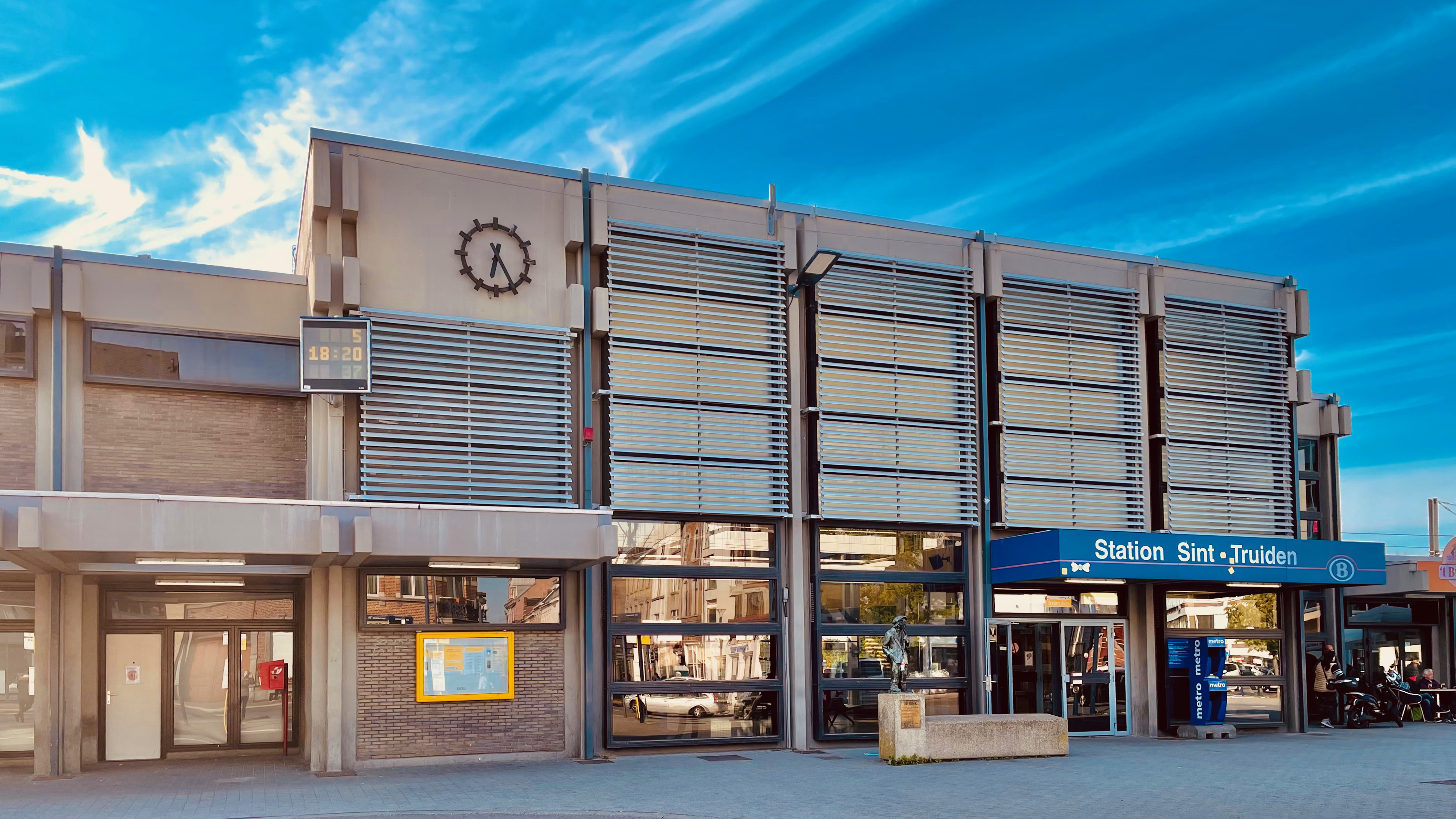
Station Sint-Truiden

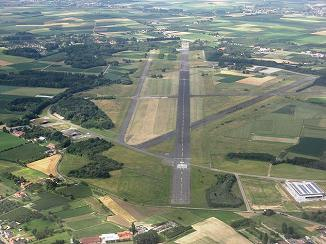
Vliegveld te Brustem

### Spoorverkeer
Het station van Sint-Truiden ligt langs spoorlijn 21, die Landen met Hasselt verbindt. Vanuit Sint-Truiden is er een rechtstreekse verbinding met Genk, Hasselt, Leuven, Brussel, Gent, Brugge en Blankenberge. Het station werd geopend op 6 oktober 1839. Het huidige station dateert uit de jaren 70. Het verving een vroeger stationsgebouw dat gebouwd werd in 1882 en dat afgebroken werd in 1975. In 1988 werd het station gesloten voor goederenvervoer. In 2005 werd het station vernieuwd, samen met het stationsplein en de rest van de stationsomgeving. Er kwamen extra fietsenstallingen en het comfort voor de treinreizigers werd verhoogd.
Voorheen deed het station ook dienst als halte van spoorlijn 23, die Drieslinter met Tongeren verbond. Deze spoorlijn werd ook wel de fruitspoorlijn genoemd, omdat over de lijn voornamelijk fruit werd vervoerd naar de diverse stroopfabrieken die gelegen waren in de buurt van de stations. Deze spoorlijn werd echter in 1988 definitief gesloten. Behalve een spoorwegknooppunt was Sint-Truiden ook belangrijk knooppunt voor de buurtspoorwegen. Zo waren er 5 buurtspoorweglijnen richting het huidige Vlaams- en Waals-Brabant, en naar Luik.

### Luchtverkeer
De stad Sint-Truiden heeft ook een vliegveld: Limburg Regional Airport (ICAO: EBST), op een gedeelte van het voormalige militaire vliegveld van Brustem. Er zijn nieuwe exploitanten aangetrokken, die in samenwerking met de LRM met de verdere uitwerking bezig zijn. De lengte van de piste bedraagt 1199 meter (klasse II), gelegen in de richting 06-24. Vanaf februari 2009 is er ook Jet A1 en Avgas beschikbaar. De frequentie van EBST is 119.975 MHz. Tevens is er ook een vliegschool aanwezig voor de opleiding voor vliegtuigen en helikopters, Fly One.

## Sport

### Topsport

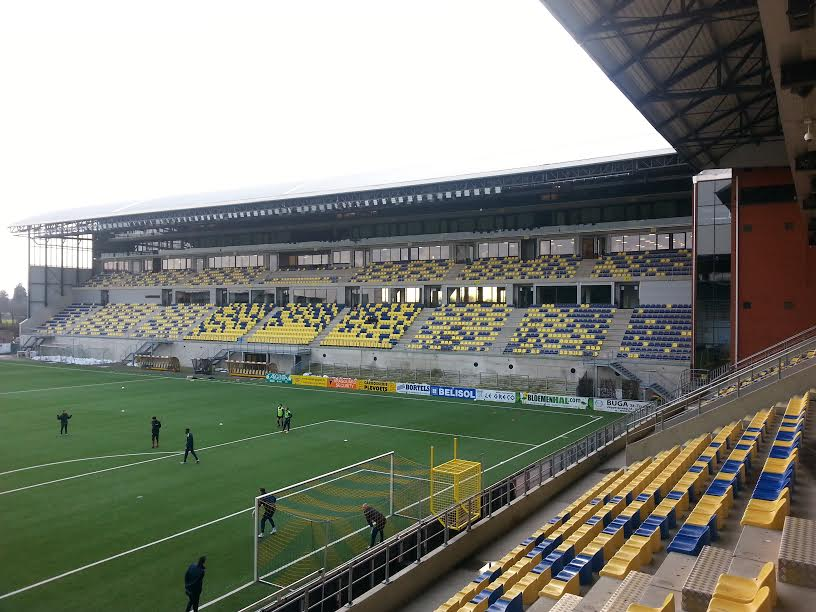
Stayen, het voetbalstadion van STVV

In de hoogste klasse van het Belgisch voetbal speelt STVV. De club speelt zijn thuiswedstrijden op Stayen (14.600 plaatsen). In het seizoen 2025-2026 speelt STVV zijn 49ste seizoen in hoogste voetbalklasse. Hiermee bekleedt de club de dertiende plek in de eeuwige ranglijst. De ploeg wist nooit nationaal kampioen te worden, maar eindigde in het seizoen 1966-1967 wel op de tweede plaats. In 1971 en 2003 speelde Sint-Truiden de finale van de Beker van België, maar telkens werd verloren. In 1988 werd wel de Trofee Jules Pappaert gewonnen en in 1999 de Ligabeker. De club heeft ook enkele individuele trofeeën te vieren gehad. In 1968 won Odilon Polleunis de Gouden Schoen, in 1973 werd Alfred Riedl topscorer, en in 2010 werd Simon Mignolet Doelman van het Jaar. De club speelde ook twee keer Europees voetbal.
STVV had sinds 2008 ook een eigen vrouwenploeg. Toen sloot FCL Rapide Wezemaal zich aan bij de club. De Truiense vrouwen speelden lange tijd in Eerste Klasse en behoorden tot de top van het Belgisch vrouwenvoetbal, en ook Europees kon de ploeg mee. In 2007, net voor de aansluiting, haalde men de kwartfinales van de UEFA Women's Cup, door de eerste twee groepsfases te overleven. In de kwartfinale werd verloren van Umeå IK, de latere verliezende finalist. Onder de naam STVV startte de ploeg in het seizoen 2008-2009 in de hoogste vrouwenafdeling. In hun eerste jaar werden de Kanaries al onmiddellijk derde. In 2009-2010 veroverde men de eerste landstitel onder de naam Sint-Truidense VV, na een testmatch om de tegen uittredend kampioen Standard Luik. Dankzij de landstitel mocht de ploeg uitkomen in de UEFA Champions League, waarin de ploeg verloor van Sparta Praag. Naast de vijf landstitels was STVV bij de vrouwen ook in het bezit van zes Bekers van België en vier Supercups. In 2015 besliste het bestuur evenwel het vrouwenvoetbalproject te beëindigen.
Sint-Truiden is ook de thuisstad van Handbal Sint-Truiden. De damesploeg startte in september 1977 in de provinciale reeksen. In het tweede seizoen behaalde de damesploeg een eerste provinciale titel. In 1979 nam ook de herenploeg voor het eerst deel aan de provinciale reeksen. Om ook een graantje mee te pikken van de successen van de voetbalploeg, werd de naam van Juventus Melveren veranderd in Sint-Truidense Handbalvereniging. Het damesteam kon een eerste maal een promotie naar 's lands hoogste afdeling afdwingen in 1984. Toen werd het een heen en terug, maar in het daarop volgende seizoen veroverde de damesploeg opnieuw de promotie naar eredivisie, waar ze sindsdien onafgebroken spelen. 2006 werd een gloriejaar voor de club. De damesploeg werd voor het eerst kampioen van België, de herenploeg steeg naar de tweede nationale. Daarna behaalde de damesploeg nog enkele tweede en derde plaatsen, maar nationaal kampioen kon Handbal Sint-Truiden, zoals de club sinds 2009 heet, lange tijd niet meer worden. In 2010 werd wel voor het eerst de Beker van België in de wacht gesleept. De herenploeg werd in 2013 kampioen in tweede nationale, waardoor promotie afdwong naar de hoogste afdeling. De club besliste echter niet te stijgen omdat het dit financieel onhaalbaar achtte. In 2017 werd het damesteam voor de tweede keer in de geschiedenis kampioen van België. Een jaar later won Sint-Truiden zowel het landskampioenschap als de Beker van België, goed voor de eerste dubbel in de clubgeschiedenis. Ook in 2023, 2024 en 2025 werd de dubbel behaald. In totaal won Handbal Sint-Truiden reeds zes landstitels en vijf Bekers van België.

### Recreatie
Met Sportpark Haspengouw beschikt Sint-Truiden over een recreatiezwembad met twee glijbanen met opvangbad, een stromingsbad, een verwarmd buitenbad, een ploeterbad voor kleuters en een whirlpooltuin. Het groot bad heeft een lengte van 25 m. In hetzelfde Haspengouwpark is ook ruimte voor een judo-, dans- en sportzaal. Daarnaast bevindt zich in het stadsdeel Nieuw-Sint-Truiden een atletiekpiste waar verschillende disciplines kunnen beoefend worden. Ook is er een sporthal op de Veemarkt en in de Jodenstraat. Ten slotte telt Sint-Truiden drie tennisverenigingen, een schietclub en drie amauteur voetbalclubs. Verschillende olympische sporten zijn vertegenwoordigd, namelijk atletiek, badminton, basketbal, boksen, handbal, handboogschieten, hockey, judo, mountainbike, paardrijden, schermen, schietsport, taekwondo, tafeltennis, tennis, turnen, voetbal, volleybal, wielrennen en zwemsport.

### Fietsen en wandelen
De historische binnenstad is omringd door de vesten, de vroegere stadsomwalling, en fungeren als fiets- en wandelring rond het centrum. Sint-Truiden is opgenomen in het fietsroutenetwerk Limburg, waarbij de fietstoerist van knooppunt naar knooppunt kan fietsen over grotere afstanden. In de omgeving van de stad zijn verscheidene fietsroutes uitgezet. Fietsers kunnen zich onder andere uitleven op de 46 kilometer lange Trudofietsroute, die de kerkdorpen met elkaar verbindt, of de Keltenroute, die het Keltische verleden van de regio belicht. Populair zijn de fruitbloesemroutes in het voorjaar. De stad ligt tevens aan het Mountainbikenetwerk Euregio, dat loopt van Vlaams-Brabant naar Nederlands-Limburg.
In Gelinden, Groot-Gelmen, Engelmanshoven en Brustem is een wandelroutenetwerk aanwezig. In navolging van de fietsroute is er ook elk jaar een Fruitbloesemroute voor wandelaars. De Fruitvalleiwandeling kan het hele jaar gedaan worden. Sint-Truiden is het middelpunt van de Haspengouwwandelroute.

## Bekende personen

### Ereburgers
- 1998: Hilde Houben-Bertrand, provinciegouverneur
- 2002: Jacques Waldeyer, bevelhebber Koninklijke School voor Onderofficieren
- 2005: Koen Vanmechelen, kunstenaar
- 2006: André Schotsmans, deken
- 2008: Albert Soenen, professor
- 2010: Frank De Winne, astronaut
- 2011: Michaël Roskam, regisseur
- 2012: Désiré Collen, professor
- 2018: Toni Coppers, schrijver
- 2018: Kim Duchateau, striptekenaar
- 2018: Paul-François Vranken, wijnbouwer
- 2021: Nina Derwael, gymnaste
- 2021: Odilon Polleunis, voetballer
- 2024: Simon Mignolet, voetballer[15]

## Zustersteden
Sint-Truiden heeft een samenwerking met:
- Weert, Nederland (sinds 1981)
- Duras, Frankrijk (sinds 1998)
- Nueva Guinea, Nicaragua (sinds 2002)